# 宁寿宫

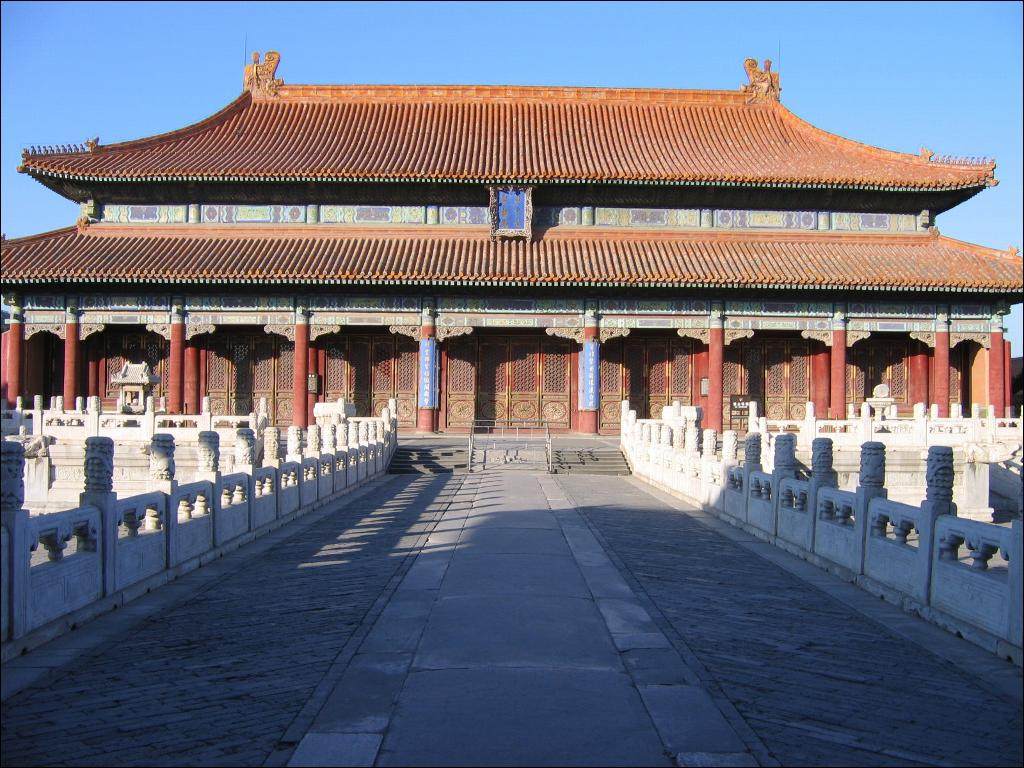
寧壽宮皇极殿

39°55′13″N 116°24′01″E / 39.920248°N 116.400277°E
寧壽宫（穆麟德轉寫：nikton jalafungga gung），位于紫禁城内廷外东路、南三所以北。寧壽宫既是该区域的一座宫殿，又是该区域建筑的总称。
宮殿建於清乾隆三十六年（1771年），乃清高宗為之後的退位生活做準備，但高宗本人從未遷入此宮殿。宮殿中精美的公寓、涼亭、大門和花園被認為是中國設計的巔峰之作。在清代，這座宮殿幾乎未被使用過，主要是因為乾隆帝下令撤退的聖旨仍然沒有改變。

## 历史
宁寿宫区所在地，本是明朝仁寿宫一号殿的旧址。宁寿宫建于清朝康熙二十八年（1689年），原来的宁寿宫建筑为“工”字殿，即前殿、后殿中间用连廊连接，形成平面呈“工”字形的格局。
雍正、乾隆年間，寧壽宮為康熙帝后妃的住處，只有定妃萬琉哈氏隨其兒子履親王允祹居住在宮外。 
乾隆三十六年（1771年）至乾隆四十一年（1796年）间，将前殿和后殿中间的连廊拆除，将前殿改建成皇极殿，原有的“宁寿宫”匾额被移到后殿，遂改称后殿为“宁寿宫”，并且在宁寿宫区的最南端添建了皇极门。 皇极门北和宁寿门相对，进入宁寿门即为皇极殿，皇极殿后面是宁寿宫，这种布局为乾隆三十六年（1771年）至乾隆四十一年（1796年）间改建宁寿宫时形成。
宁寿宫区的主体建筑为皇极殿，始建于康熙二十八年（1689年），最初为“宁寿宫”的前殿。乾隆三十六年（1771年）到乾隆四十一年（1776年）宁寿宫区的建筑进行改建时，将宁寿宫的前殿改称“皇极殿”，作为乾隆帝归政之后临朝受贺的场所，宁寿宫的原匾额则移至后殿，遂改称后殿为“宁寿宫”。皇极殿仿乾清宫制度改造。嘉庆元年（1796年）新正，传位授宝典以后，太上皇乾隆帝在皇极殿举办“千叟宴”，宴请九十岁以上的老人，当时入宴的群臣、耆老以及未入座者共有五千多人。嘉庆七年（1805年）、光绪十年（1884年）又对皇极殿进行了修葺。光绪二十年（1894年），在皇极殿举行了慈禧太后六十寿辰贺礼。光绪三十年（1904年）慈禧太后在七十寿辰前后，在皇极殿分别接见奥国、美国等九国使臣。慈禧太后死后，曾在皇极殿停灵、治丧。
乾隆帝《宁寿宫铭》补记曰：“盛京大政殿后曰清宁宫，祖宗时祀神之所，祭毕，召王公大臣进内食祭肉。国初定鼎燕京，则于乾清宫后殿坤宁宫行祀神礼，一如清宁宫之制，至今仍循旧章。余将来归政时，自当移坤宁宫所奉之神位、神竿于宁寿宫，仍依现在祀神之礼。”这说明了对宁寿宫进行改建的原因。经过乾隆时期的改建之后，新的宁寿宫（即原宁寿宫的后殿）成为紫禁城内除了坤宁宫外的另一处重要的满族萨满教建筑。

## 建筑
整组建筑采用了“前殿后寝”的格局。前为皇极殿、宁寿宫，后寝则为养性殿、乐寿堂、颐和轩、景祺阁。后寝西部为宁寿宫花园，后寝东部为畅音阁、庆寿堂等建筑。

### 前殿
- 皇极门：为宁寿宫区的正门，建于清朝乾隆三十六年（1771年）。皇极门前有一东西长、南北窄的小广场，小广场西侧为锡庆门，东侧为敛禧门，正南则是皇极门前的琉璃影壁――九龙壁。皇极门坐北朝南，是三座随墙琉璃门，处于汉白玉须弥座上。三座门洞均采用券顶，上覆门楼，黄琉璃瓦单檐庑殿顶，五踩单翘单昂斗拱，枋、椽、斗拱等等构件都是琉璃烧制。正中的门楼略高，称为“正楼”，两侧的门楼稍低，称为“次楼”。正楼与次楼之间的夹空处，使用规格略小的琉璃仿木构件建成略低于次楼的门楼，称为“夹楼”，黄琉璃瓦悬山顶，三踩单昂斗拱。两个次楼的外侧也镶砌了两座小型门楼，称为“边楼”，琉璃瓦顶内侧是悬山式，外侧是庑殿式。每座门楼两侧都有黄琉璃垂莲柱，并且向内挑出了卷草纹斗拱雀替，所以皇极门在中国古建筑学中称为“三间七楼垂花门式牌楼门”[4]。
  - 锡庆门：为宁寿宫区西南隅的大门。门外为开阔的空地，沿着宫墙向北是俗称的“东筒子”路，南侧有外奏事房六间，西南、西北分别为箭亭、奉先殿，再往西是景运门。锡庆门内有一东西长、南北窄的小广场，小广场东侧有敛禧门与锡庆门相对，小广场北侧是宁寿宫的正门皇极门，南侧是九龙壁。锡庆门坐东朝西，是三座分立的随墙琉璃门，中间一座略高。锡庆门有汉白玉须弥座，朱红色门垛，当心嵌有黄绿相间的琉璃盒子，盒子内是立体的缠枝西蕃莲纹；门楼上为黄琉璃瓦庑殿顶，其下方的梁枋、斗拱、椽飞等等都是琉璃烧制的仿木构件，檩、枋上绘制旋子彩画。锡庆门内外设有礓磋慢道，供车舆通行[7]。
  - 敛禧门：为宁寿宫区东南隅的大门。形制与锡庆门相同。门外通往南十三排。

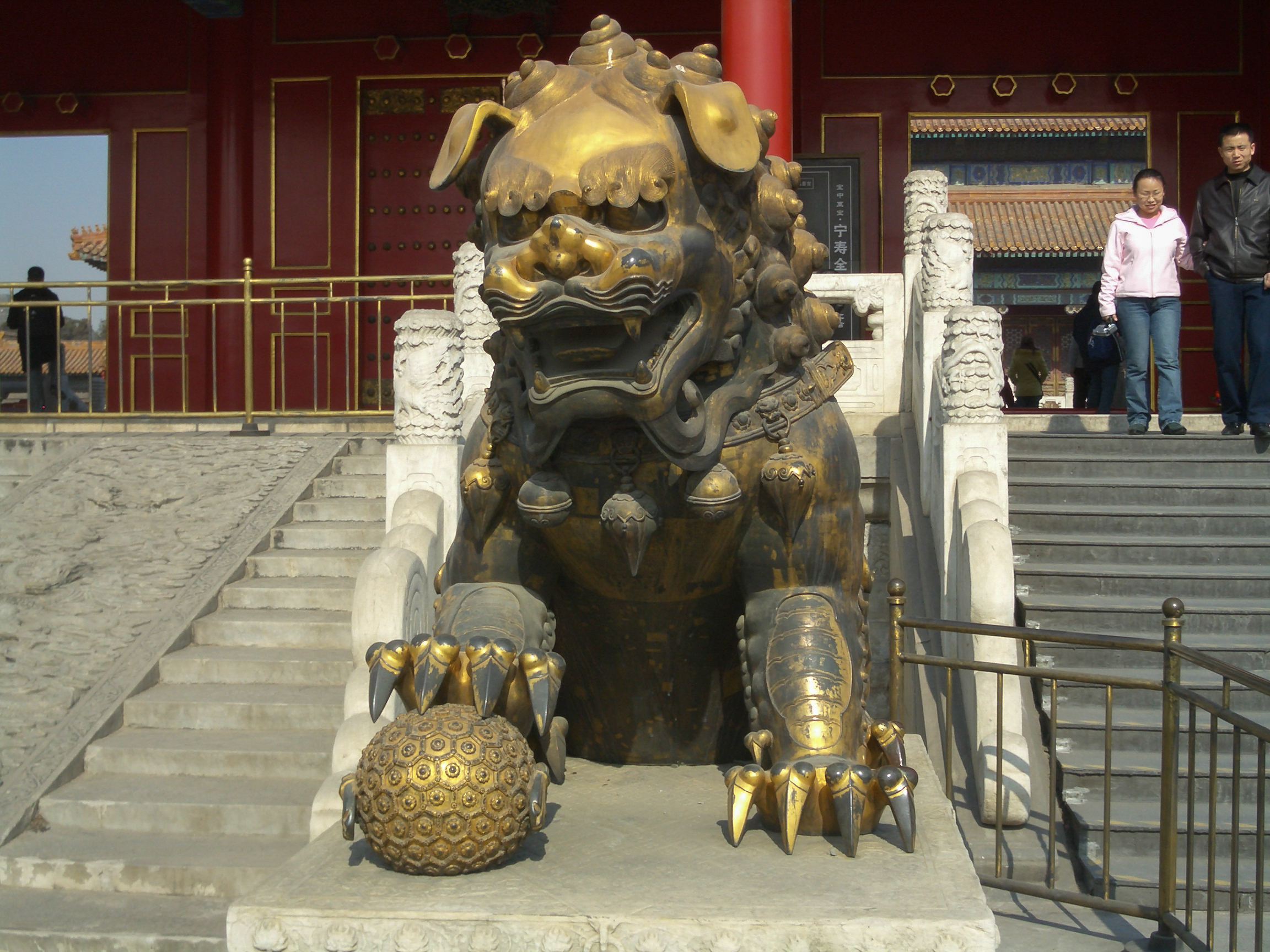
寧壽門前東側的鎏金銅獅

- 宁寿门：位于皇极门正北，为宁寿宫区的第二道宫门。清朝康熙二十八年（1689年），创建宁寿宫，兴建此门，称“宁寿门”。乾隆三十六年（1771年）至乾隆四十一年（1776年）改建宁寿宫时，将门制依照乾清门之制改建，门名仍沿袭旧称“宁寿门”。宁寿门是屋宇式建筑，黄琉璃瓦歇山顶，面阔五间，进深三间。前檐正中三间为敞厅，两梢间下砌槛墙，上面设有三交六椀菱花槛窗各四扇，中间安有方格风窗。两侧的山墙连接八字影壁。后檐以金柱为界，明间以及左、右次间设门，两梢间用墙封堵，墙是素面饰砂绿边。宁寿门建在汉白玉台基上，中间设丹陛，三出阶，左右各设有鎏金铜狮一只。门内设高台甬路连接皇极殿，四周饰有栏板。宁寿门早期建筑的彩画为金龙和玺彩画，光绪年间慈禧太后六十寿辰时，改为枋心苏式彩画，1979年重修时，将彩画恢复成乾隆时期的风貌[8]。

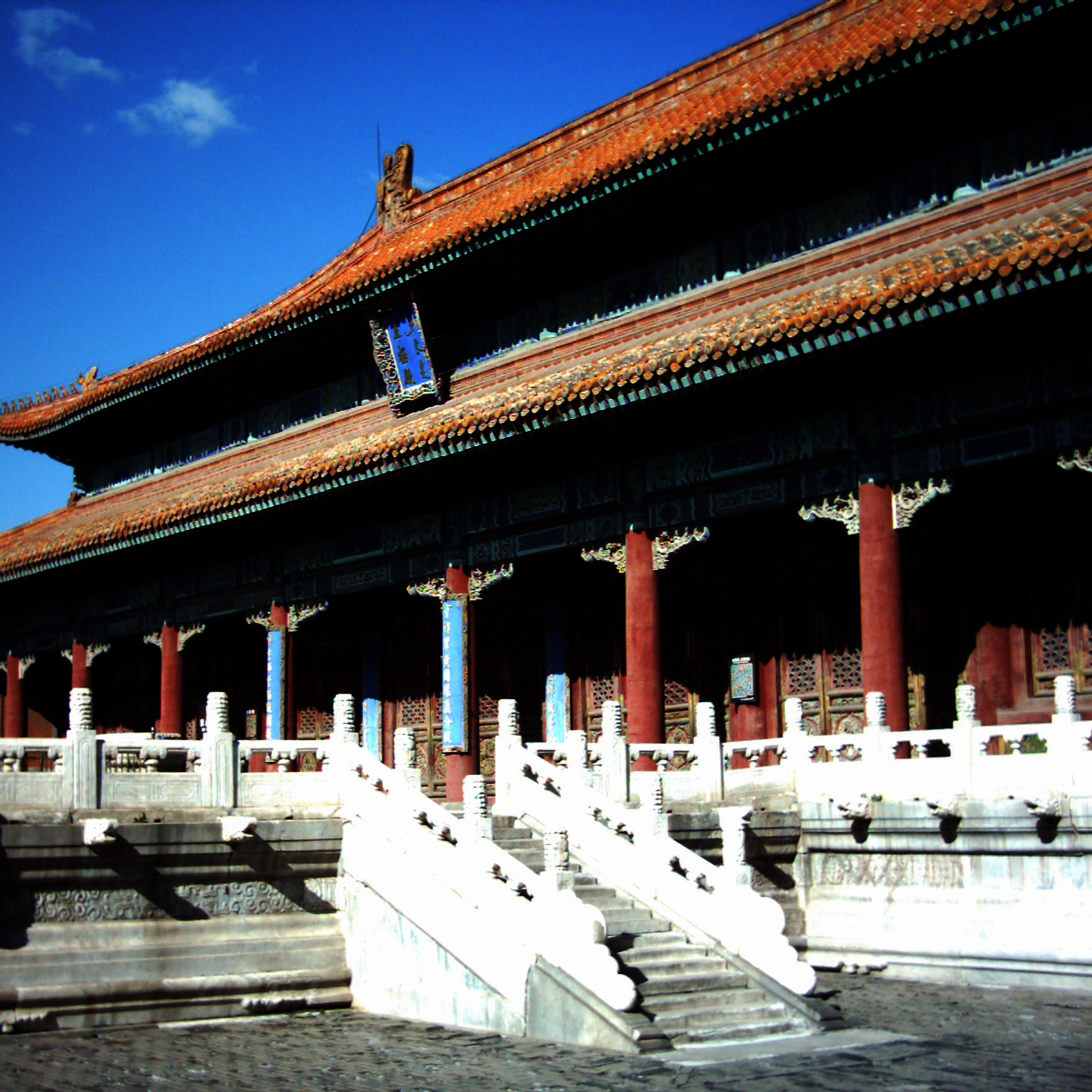
皇极殿（ᠠᠮᠪᠠ
ᡨᡝ᠋ᠨ ᠊ᡳ
ᡩᡳᠶᠠᠨ）

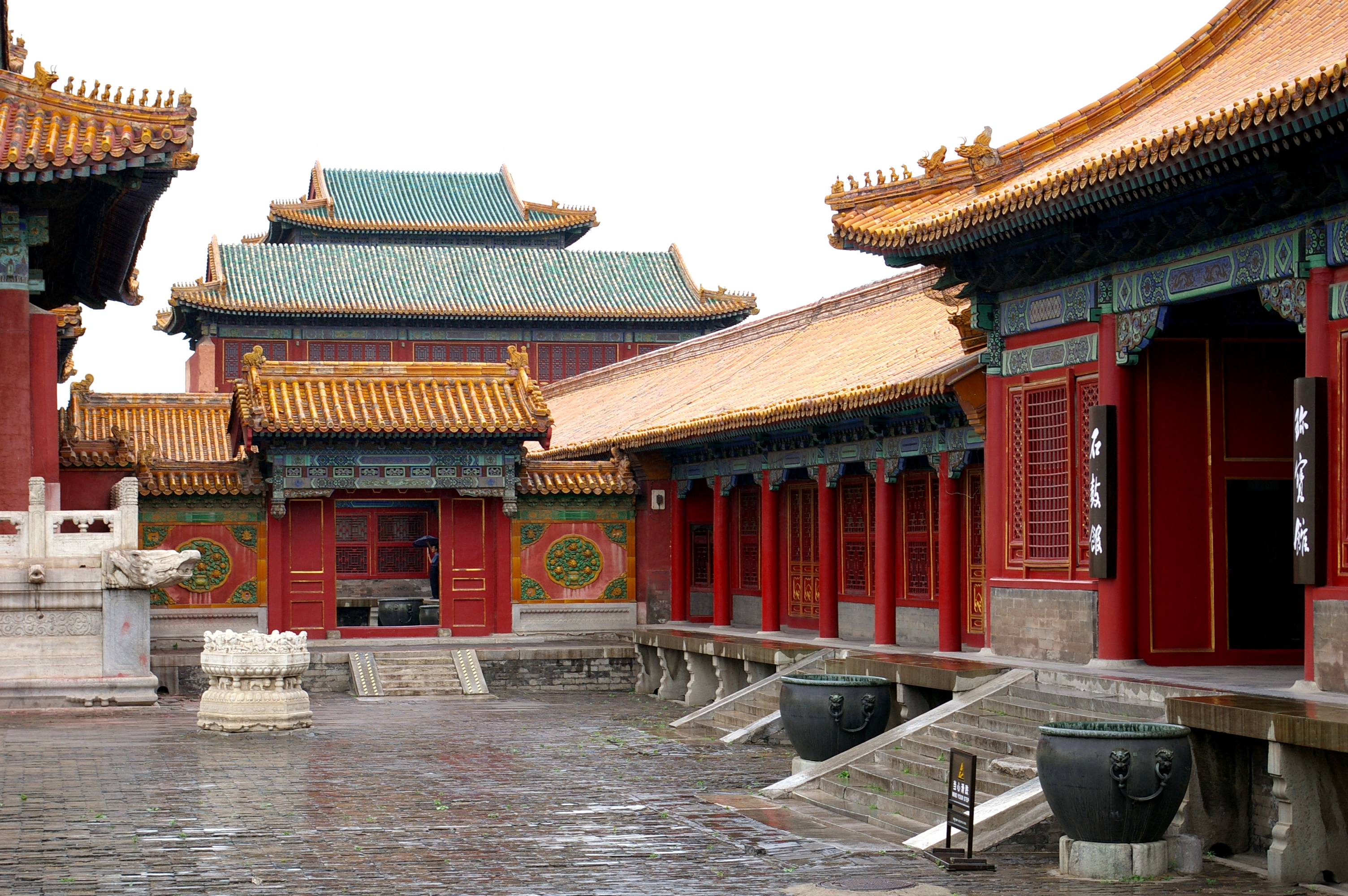
皇极殿东庑，左为皇极殿，中间为皇极殿东侧的垂花门，右为凝祺门，门上挂有“珍寶館”、“石鼓館”的牌子。远处的两座楼分别是扮戏楼、畅音阁。

- 皇极殿：为宁寿宫区之主体建筑，位于宁寿宫区中轴线的前部，和后殿宁寿宫共同处在单层石台基上。皇极殿坐北朝南，面阔九间，进深五间，以取帝王九五之制。皇极殿为黄琉璃瓦重檐庑殿顶，前檐出廊，枋下有浑金雕龙雀替。明间以及左、右次间设有殿门，其他各次间下砌槛墙。后檐的明、次间辟成皇极殿后门，可通往宁寿宫，其他各间砌墙。殿内有四根沥粉贴金蟠龙柱，殿顶有八角浑金蟠龙藻井，下设宝座，其品级仅次于太和殿。殿内左侧有铜壶滴漏，右侧有大自鸣钟。皇极殿位于青白石须弥座上，前有月台，御路和甬道相连接，通往宁寿门，四周围有汉白玉栏板。月台左右两侧以及甬道两侧分别设有台阶。皇极殿两侧是垂花门、看墙，分别连接东、西庑房，将从宁寿门到宁寿宫之间的院落分隔成前后两进。皇极殿丹陛左右分别为日晷、嘉量。御道两侧各设有六方须弥座一个，座上是重檐六角亭，亭身每面镌刻篆体“寿”字各三个。石座中心为铸铁胆，每年农历腊月二十三日到正月十五日，改立灯杆于其中，今仅存石座。乾隆三十八年（1773年）曾制成并安设铜龟、铜鹤各一对，鼎炉两对，如今均已无存。皇极殿的彩画原来是金龙和玺彩画，光绪年间慈禧太后六十寿辰在皇极殿祝寿，将外檐改成了枋心苏式彩画，1979年重修后，恢复了清朝乾隆时期的风貌[5]。皇极殿明间外的柱子上挂有两副对联，靠外的对联为“寶祚鞏黃圖，環瀛介嘏；祥雯輝紫極，璇閣凝釐”（慈禧太后题），靠内的对联为“八表被慈徽，梯航景化；百昌徵聖壽，蓂萐書祥”。皇极殿明间内设宝座，原来的宝座已于1960年代至1970年代间调拨至沈阳故宫大政殿，如今皇极殿内的宝座是重新制作的。宝座后面屏风上方朝南悬挂“仁德大隆”匾（慈禧太后题），两侧对联为“日之升月之恆，八表同登仁壽域；天所覆地所載，萬年常鞏海山圖”，屏风背面上方朝北悬挂“永綏多佑”匾（慈禧太后题），两侧挂有一副对联。皇极殿明间南侧内檐朝北悬挂“隆萬化”匾（光绪帝题）。皇极殿东一间北侧内檐悬挂“聖膺嘉佑”匾（慈禧太后题），西一间北侧内檐悬挂“億龄祉福”匾（慈禧太后题），南侧内檐悬挂“仁涵芝草”匾（慈禧太后题）。皇极殿东二间北侧靠南的内檐悬挂“九如凝釐”匾（光绪帝题），两侧对联为“合萬國以承歡，萬葉仙蓂周大甲；衍九疇而錫福，九州賦貢暢由庚”。皇极殿西二间北侧靠南的内檐悬挂“璚琯添籌”匾（光绪帝题，上钤“光绪之宝”印），两侧对联为“慶六豒之延洪，丹冊揚華崇盛典；侔二儀以悠久，彤闈介福頌長年”。皇极殿东壁开门，门上设毗庐帽，毗庐帽上方的东壁上悬挂“椒风嘉祥”匾（光绪帝题）。皇极殿西壁同样开门，形制与东壁上的门相似，毗庐帽上方的西壁上悬挂“永受嘉福”匾[9]。
  - 凝祺门：皇极殿前的东庑房中间开门，称凝祺门[5]。
  - 昌泽门：皇极殿前的西庑房中间开门，称昌泽门[5]。
- 宁寿宫：位于皇极殿后面。建在单层石台基上，台基和皇极殿相连接，四周用黄绿琉璃砖围砌而成透风灯笼矮墙。宁寿宫面阔七间，进深三间，单檐歇山顶。檐廊柱枋间是镂空云龙套环，枋下云龙雀替，均饰有浑金。内外檐的装修以及室内间隔和陈设均仿照坤宁宫。东次间开门，设有光面板门两扇，上面是双交四椀亮子，门左右下砌槛墙，上面安有直棂吊搭窗。其他各间都是槛墙、直棂吊搭窗。每间上部分别安有双交四椀横披窗三扇。后檐的明间、次间是门，每道门安有双交四椀菱花槅扇四扇，其他各间砌墙。室内吊顶镞花蝙蝠圆寿字天花。迎门一间的后檐设有一小室，小室内有煮肉锅灶。西侧三间敞通，内有木榻大炕，设有萨满教神位以及跳神使用的法器，是祭祀之所。东侧两间相连成为卧室，后檐设有仙楼，东山墙辟有门，可以通往庑房。宁寿宫两侧设有庑房以及南转角，和东、西两庑相连接，两庑各有九间，均在从南数第三、第六间开门。宁寿宫后面左右各设有一座砖砌的方形烟囱，烟囱上面安有铜顶，是宁寿宫灶房以及室内烟道使用的烟囱。宁寿宫原来采用龙凤和玺彩画，光绪年间慈禧太后一度住在宁寿宫，便将外檐围廊改绘为苏式彩画，1979年重修后，恢复了乾隆时期的风貌。宁寿宫曾为故宫博物院文物陈列室，2017年开放为故宫博物院石鼓馆[6]。
- 履顺门：整个宁寿宫区外围有院墙，将前殿后寝连同宁寿宫花园、庆寿堂等所有建筑全部包围在内，形成一个南北长、东西窄的长方形大院落。从皇极门到宁寿宫的院落和上述最外面的院墙之间，东、西两侧均有空间，其中建有许多群房。履顺门即位于最外面的院墙上，开在西侧院墙中间，坐东朝西，门内正对昌泽门。
- 蹈和门：也在最外面的西侧院墙上，位于履顺门以北，坐东朝西。门外稍向南即东六宫的苍震门。
- 保泰门：在最外面的东侧院墙上，位于宁寿宫后、养性门前的横街东端，出门即南十三排北侧。

### 后寝

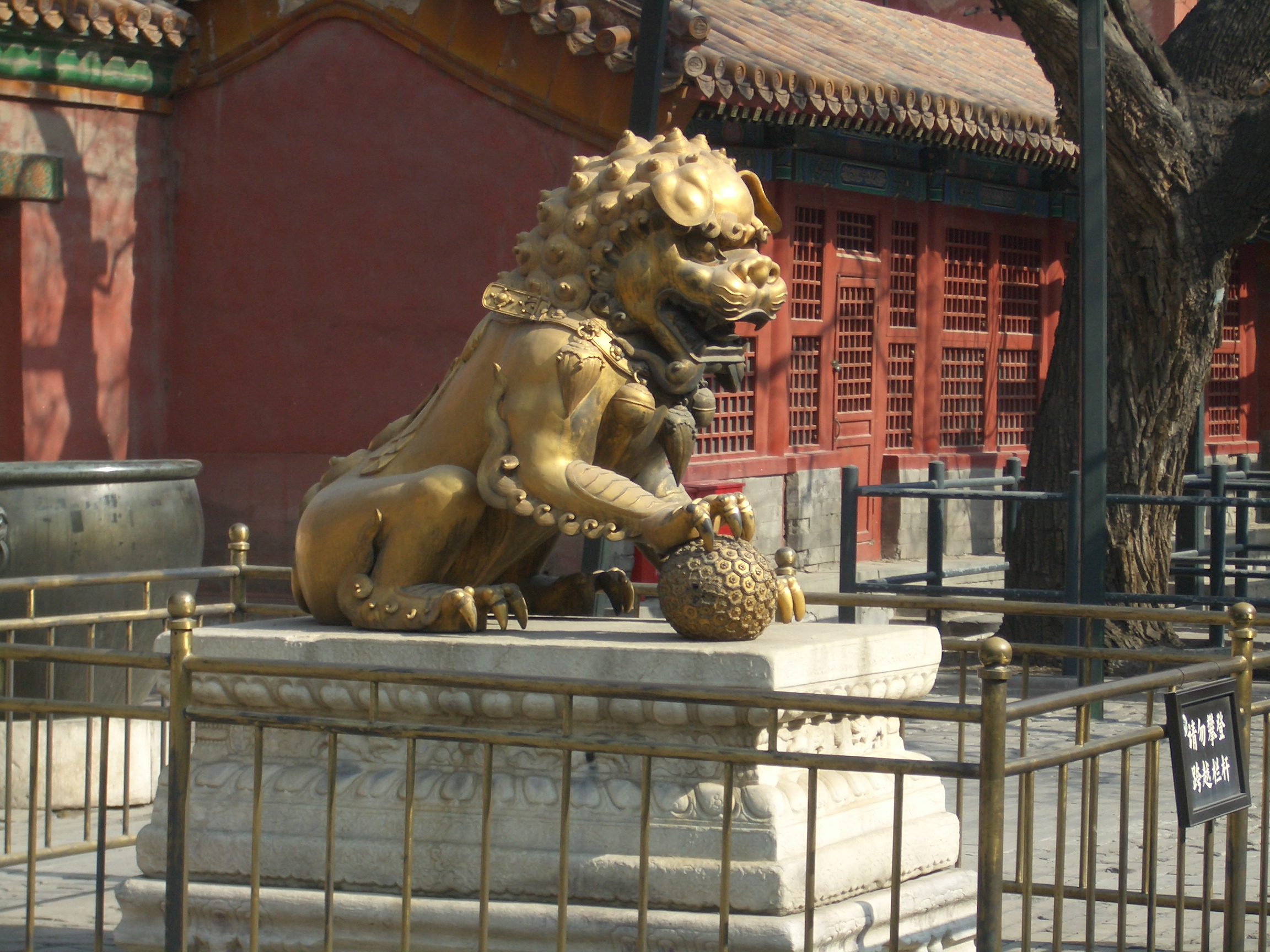
养性门前东侧的铜狮

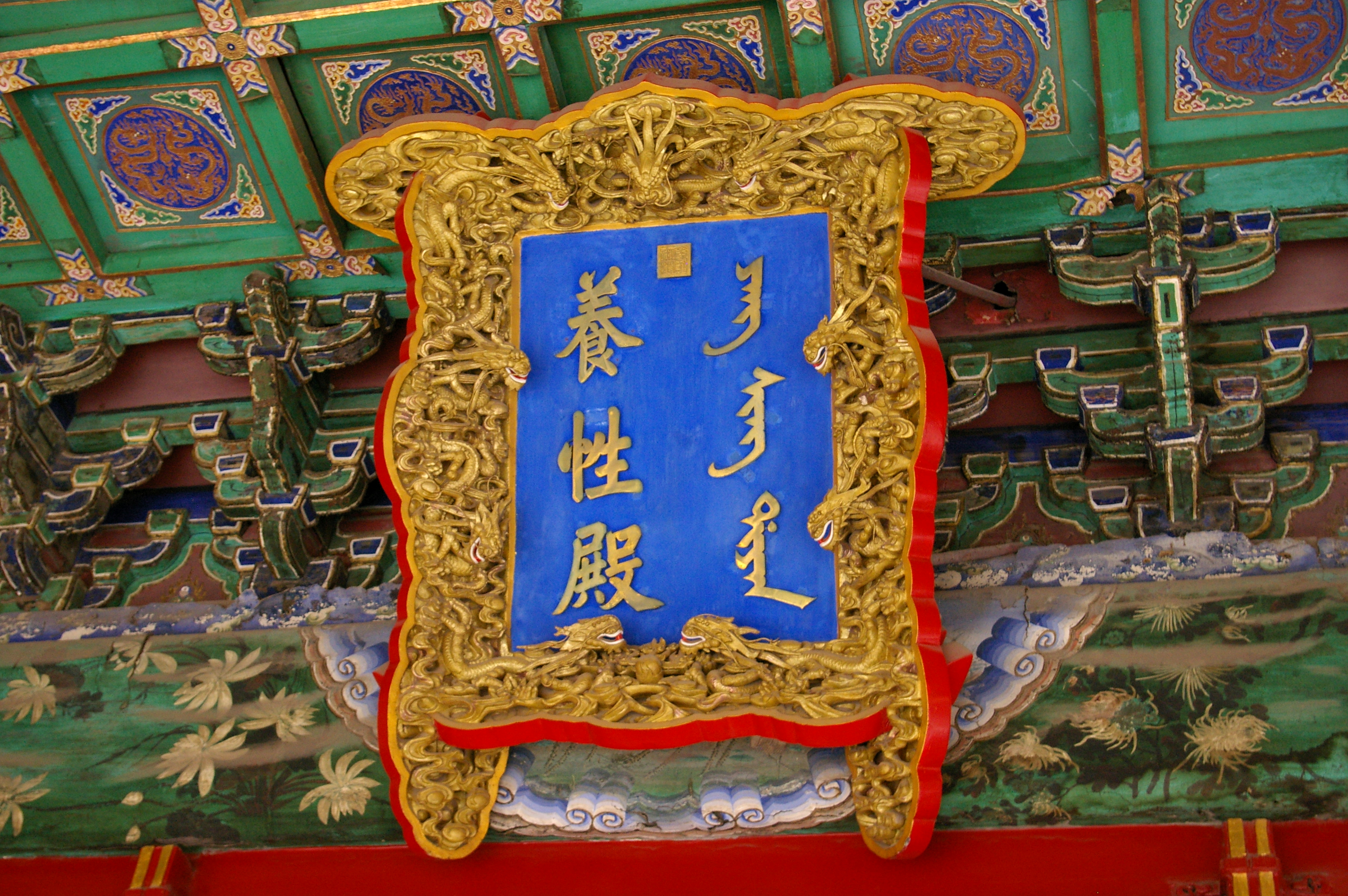
养性殿的门额（ᠶᠠᠩ
ᠰᡳᠩ
ᡩᡳᠶᠠᠨ）

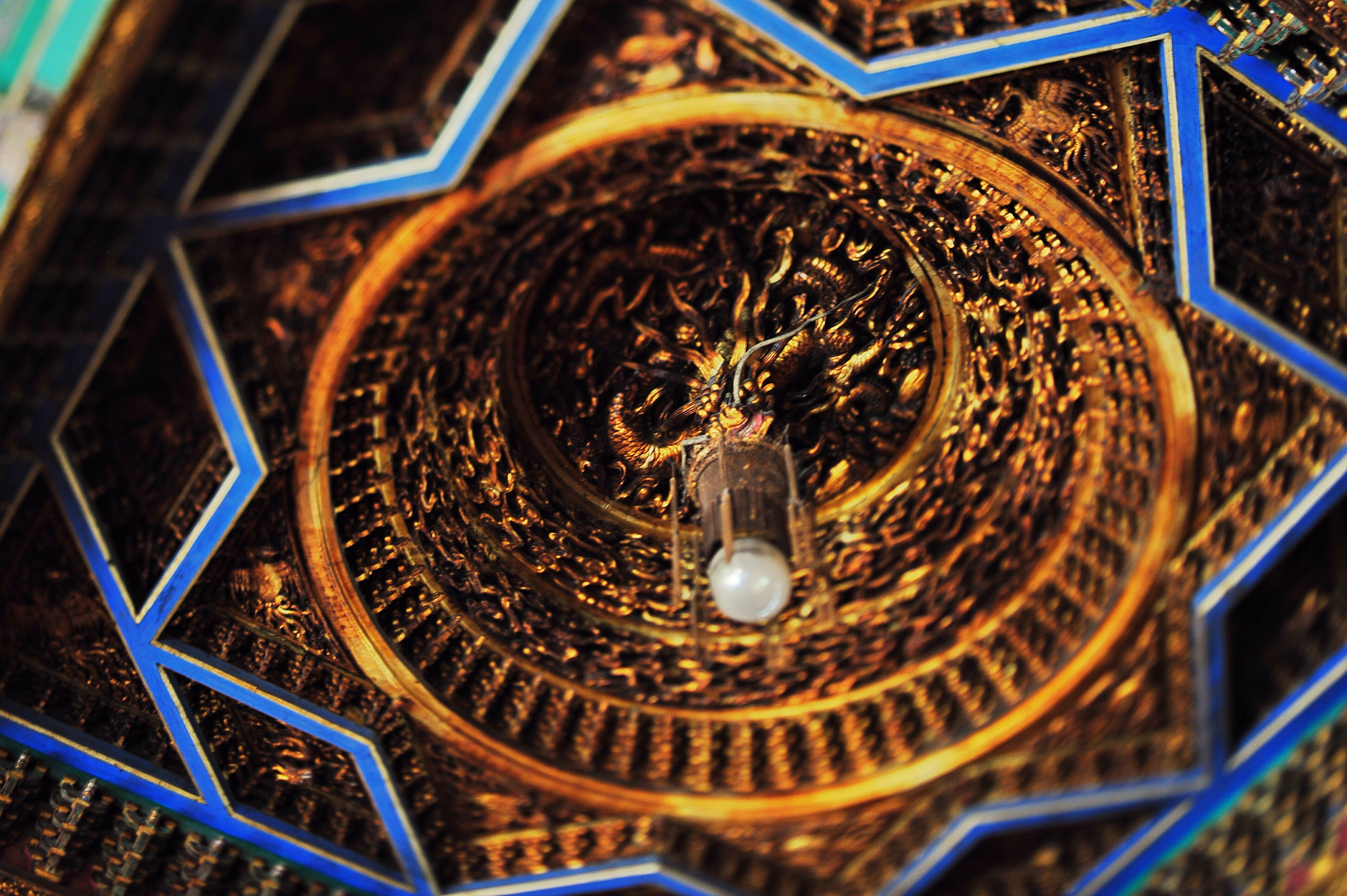
养性殿的八角浑金蟠龙藻井

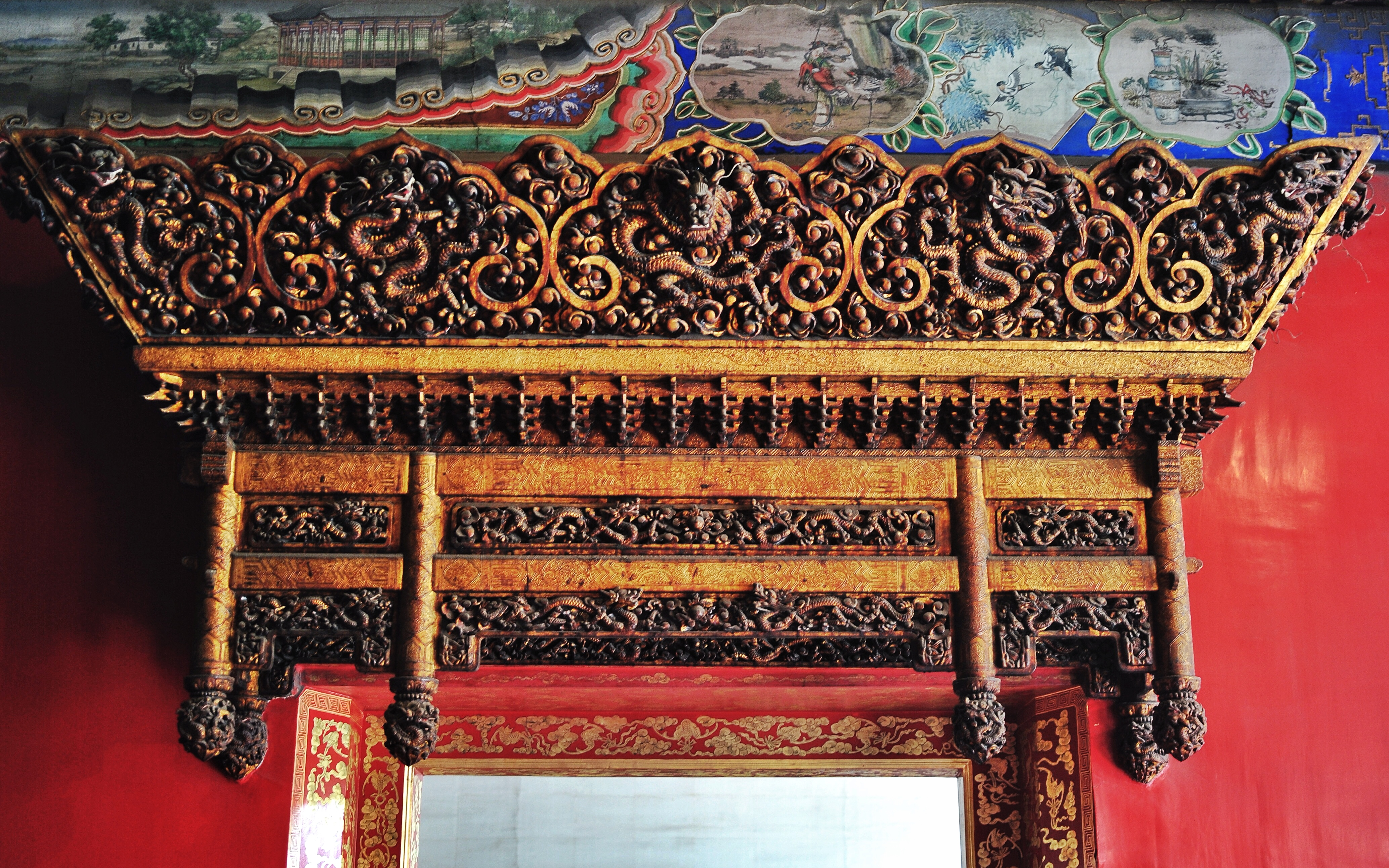
养性殿内板墙上的毗庐帽

宁寿宫后寝部分前面为一横街，街北为后寝部分。后寝部分大致可以分为三路：中路为养性门、养性殿、乐寿堂、颐和轩；西路为宁寿宫花园；东路为畅音阁、庆寿堂、景福宫、佛日楼、梵华楼。
后寝中路的主要建筑有：
- 养性门：位于宁寿宫后面，为宁寿宫后寝的正门。[10]
- 养性殿：位于养性门内。为宁寿宫后寝主体建筑之一。清朝乾隆三十七年（1772年）仿内廷养心殿兴建，但体量略小。此殿为黄琉璃瓦歇山顶，面阔三间，每间用方柱支撑，分隔为九间，前面接卷棚抱厦四间。明间、次间均开有门，原来是三交六椀菱花槅扇，现已为玻璃门窗，明间四扇，其他各间皆两扇。此殿进深四间，室内分隔为数间小室，廻环曲折。明间前后开有门，中央设有宝座，屋顶有八角浑金蟠龙藻井，片金升降龙天花。左右置有板墙和东、西次间相分隔，板墙上各自辟门，对称设立，门楣上有毗庐帽。东暖阁分成前后两组空间，前称“明窗”，后称“随安室”，随安室东悬挂“俨若思”匾额，均为乾隆帝御笔。西暖阁被分隔成数间小室，北室是佛堂，建有仙楼两层，仙楼内有佛塔、佛像；南室称为“长春书屋”。尽间仿照养心殿三希堂之制，辟成“墨云室”，此因毕沅进古墨而得名。西山墙外的耳房仿照养心殿的梅坞而兴建，与养性殿相通，名为“香雪堂”。香雪堂内用白石依墙砌成山景，南面开有窗户，北、西、东三面彩绘有壁画，西山墙辟出小窗，可窥见宁寿宫花园的一角。养性殿作为太上皇寝宫，原来采用和玺彩画，光绪年间慈禧太后居住在乐寿堂时，曾经在养性殿东暖阁进早膳、晚膳。养性殿在光绪十七年重修之后，除了墨云室仍然是和玺彩画以外，其他地方均改为苏式彩画。[10]
  - 东配殿：位于养性殿前东侧。
  - 西配殿：位于养性殿前西侧。
- 乐寿堂：位于养性殿正北。于清朝乾隆三十七年（1772年）建成，嘉庆七年（1802年）进行了修葺，光绪十七年（1891年）重修。仿长春园淳化轩规制建成，其南北庭院的东西廊壁嵌有《敬胜斋帖》石刻。乾隆帝以乐寿堂为退位成为太上皇之后的寝宫，御题“座右图书娱画景”联句，所以该堂又称“宁寿宫读书堂”。光绪二十年（1894年），慈禧太后在乐寿堂居住，以乐寿堂西暖阁作为寝室。乐寿堂面阔七间（通面阔36.15米），进深三间（通进深23.20米），四周围廊，建筑面积839平方米。单檐歇山顶，顶覆黄色琉璃瓦，从地面至正脊的高度为18.7米。柱网结构采用减柱造，即明间和东、西次间减杀前檐四根金柱。为了装修以及支撑二层楼板之需要，在乐寿堂室内的六根金柱以南1.82米处增设六根柱，东、西稍间靠北侧距老檐柱南1.6米处增设两根柱，总共增设的八根柱的外观和构造柱同样，然而上方无承重的梁枋构架，直到天花梁底皮为止。乐寿堂的明间前后檐是五抹步步锦槅扇四扇，其他各间都是槛窗，槛窗分成三层，下层是玻璃窗，上两层是步步锦支窗。室内的明间、次间通过东西向的阁道分隔成南、北两个厅。东、西稍间的南部以及靠北墙的通道是单层，其他是两层，第二层的面积为341平方米。大厅的仙楼以及东、西稍间南部、北廊及夹层、阁道的装修风格统一，大多采用楠木包以紫檀木、花梨木等珍贵木材，间饰有珐琅、玉石等等饰件。乐寿堂仙楼是清朝乾隆时期建筑装修的代表作品之一。天花采用木雕，和室内装修相互衬托。乾隆五十二年（1760年），“大禹治水图玉山”雕琢完成之后，一直陈设于乐寿堂北部大厅。“乐寿堂”匾（乾隆帝题）悬挂在室内北部大厅的北檐。[11][9]乐寿堂前厅仙楼二层正面朝南悬挂“與和氣游”匾，两侧对联为“座右圖書娛畫景，庭前松竹藹春風”。[9]
- 颐和轩：位于乐寿堂正北，其北为景祺阁，颐和轩与景祺阁之间有穿廊连接，形成工字殿。颐和轩兴建于乾隆三十七年（1772年），后来嘉庆七年（1802年）、光绪十七年（1891年）两度重修。颐和轩面阔七间，进深一间，单檐歇山顶，顶覆黄琉璃瓦。前檐出抱厦五间，后檐出抱厦三间。除了前檐抱厦之外，其他各间均出廊。前檐抱厦的明间、东西次间开敞，形成了较为深远的前出廊，东、西稍间装有板墙，南面是槛墙、支摘窗。颐和轩的明间是五抹头槅扇门，次间是槛窗，上设步步锦支窗，下设方玻璃屉窗。稍间是步步锦支摘窗。后檐抱厦的次间、山面轩稍间、尽间都是槛窗。明间设有穿廊三间，向北与景祺阁相接，穿廊明间在东、西向分别开门，可通往颐和轩北面的东、西两个小院。颐和轩东、西山面廊南北封装，设小门，西廊外面有如亭以及围廊，形成了小院。颐和轩前的月台左侧有日晷，月台前接甬路通往乐寿堂，甬路两侧分别设有琉璃花池。颐和轩两侧有游廊可通往乐寿堂，廊壁嵌有《敬胜斋帖》石刻。[12]“颐和轩”匾（乾隆帝题）挂在前檐下。颐和轩明间内北侧上方悬挂“太和充满”匾（乾隆帝题，上钤“乾隆御笔之宝”印），两侧对联为“景欣孚甲含胎際，春在人心物性間”。明间内南侧门上方有匾，匾上为乾隆四十一年《御制颐和轩诗》：“即漸莵裘構，居圖豫立那。此時仍盡瘁，他日擬頤和。奢願誰能息，髙年彼任磨。雖然期廿歲，駒隙度羲娥。”两侧对联为“麗日和風春淡蕩，花香鳥語物昭蘇”（乾隆帝题）。[9]进入颐和轩，东墙上方有《开惑论》，西墙上方有《西师诗》，均为乾隆帝题。
- 景祺阁：位于宁寿宫中路北端。乾隆三十六年（1771年）兴建，嘉庆七年（1802年）、光绪十七年（1891年）修缮。景祺阁是二层楼阁式建筑，面阔七间，进深三间，黄琉璃瓦歇山顶。下层四面出廊，前檐明间开有门，接穿廊通往颐和轩的后檐，次间开有槛窗，上是方格玻璃窗，下是玻璃屉方窗。室内的西次间设有小戏台，西梢间的山墙辟有小门和景祺阁后面的小院相通；东次间内用槅扇分隔成数间小室，东梢间有楼梯可以通往二层。在一、二层之间设有平座，二层擎檐柱间施有寻杖栏杆。二层前檐的明间开有步步锦槅扇门，裙板饰夔龙纹；次间、梢间都是步步锦支摘槛窗。东面的明间开门，其他都是步步锦支摘槛窗。檐下原来是金龙和玺彩画，光绪十七年（1891年）修缮时，为符合慈禧太后的喜好而改成苏式彩画，现已恢复成乾隆时期的风貌。[13]景祺阁内西间，原来设有一个戏台，面阔及进深均不足4米，现戏台已无存。[14]景祺阁前西侧的小院内有回廊通往宁寿宫花园的符望阁，东侧有三间敞厅，和景福宫相邻。紧挨着景祺阁东侧设有假山一座，假山顶上原来有“翠环亭”，后来在道光年间被拆除。山顶平台和景祺阁二层之间飞架有汉白玉小桥一座，山下有洞名为“云窦”。景祺阁后面的小院内有房屋遗址，清朝光绪帝的珍妃曾幽禁于此，该小院的西墙外便是珍妃井。[13]

## 石鼓馆

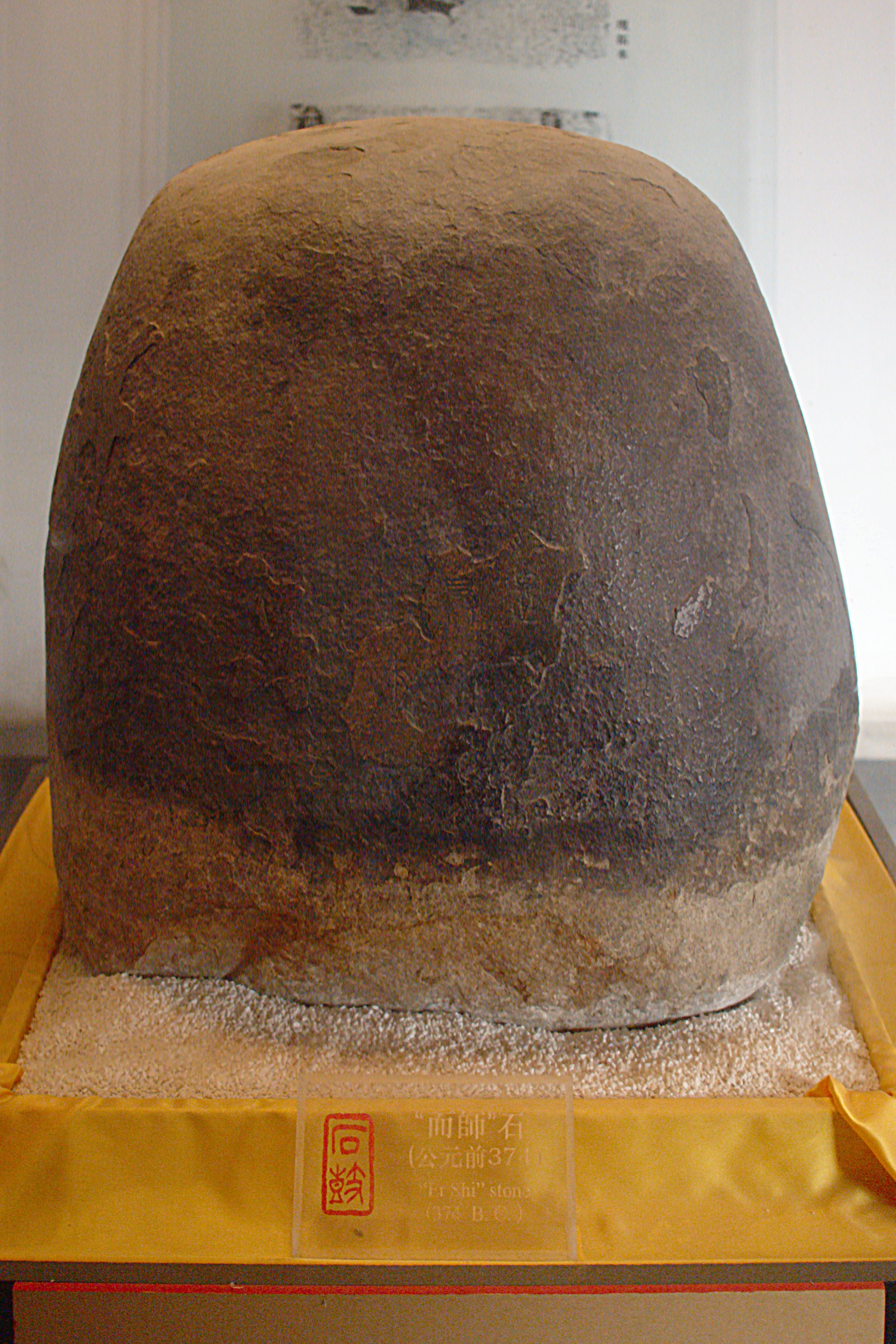
故宫博物院石鼓馆内陈列的石鼓“而师”

十尊石鼓是唐朝初年在如今的陕西省宝鸡市附近出土。据唐兰考证，石鼓的刻凿时代是战国时期秦国秦献公十一年（公元前374年）。五代战乱之时，石鼓流散在民间，宋朝终于再度收齐。宋徽宗尤喜石鼓，于1108年将其迁至汴京国学。后来由于宋金發生战争，又迁石鼓于汴京，金兵入汴京后见到石鼓，认为是“奇物”，便将其运至金中都（今北京）。抗日战争爆发后，在故宫博物院院长马衡的主持下，将石鼓迁至江南，抗日战争胜利后运回北平（今北京），1956年起在北京故宫博物院展出。清朝乾隆五十五年，清高宗为保护原鼓，命人仿刻了十鼓两套，仿鼓现藏北京国子监和承德避暑山庄博物馆，其形状及刻字的部位与原鼓有许多差别。
2004年，故宫博物院重开石鼓馆。此前十余年前，故宫博物院曾开设过石鼓馆，后来关闭。在这十余年中，故宫博物院不断收到各界呼吁，要求重开石鼓馆。此次重开的石鼓馆位于皇极殿东庑，馆中收藏着石鼓十尊（乍原、而师、马薦、吾水、吴人、吾车、千翳、田车、銮车、蘦雨）以及元代石鼓文音训碑一座。
这次故宫博物院石鼓馆重开，经过了一年多时间筹备，以全新的内容及体例布展。原故宫博物院院长马衡在《石鼓文秦刻石考》一文中论证石鼓文是东周秦国之刻石，此观点在学术界获得共识，新石鼓馆的陈列据此定为“秦国石鼓专题陈列”。十尊石鼓在馆内依照顺序排列，还有介绍石鼓发现过程的文字及图片展板。陈列中对石鼓的具体年代及石鼓文的释排文主要依据唐兰的意见，并且汇合了学术界其他研究成果。
2015年，位于皇极殿东庑的石鼓馆关闭。2017年4月，石鼓馆在宁寿宫重新开放，新館採用低反射玻璃，降低反光，大幅提升觀感。

## 珍宝馆

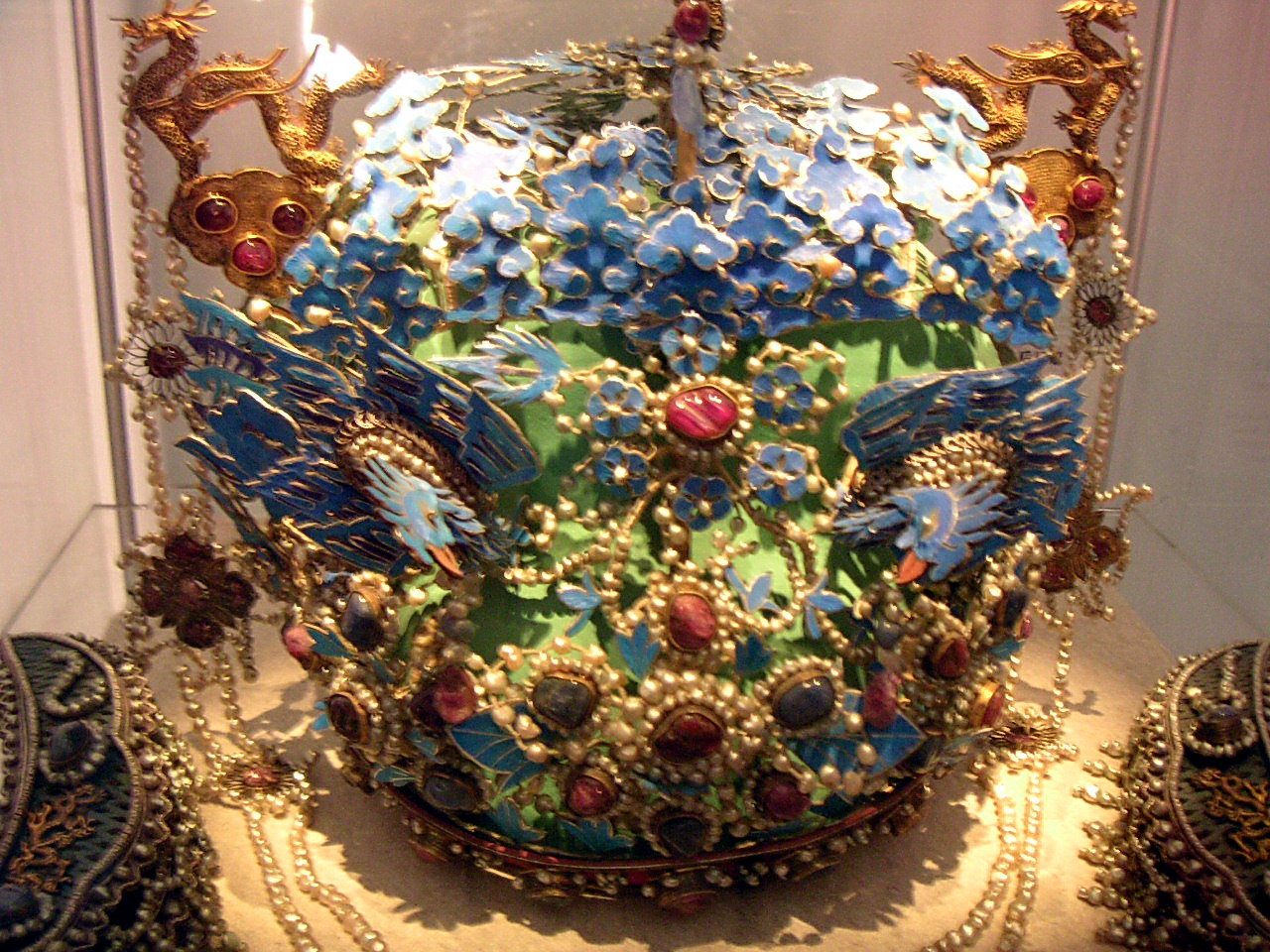
明·孝端皇后凤冠（三龙二凤冠），明定陵出土

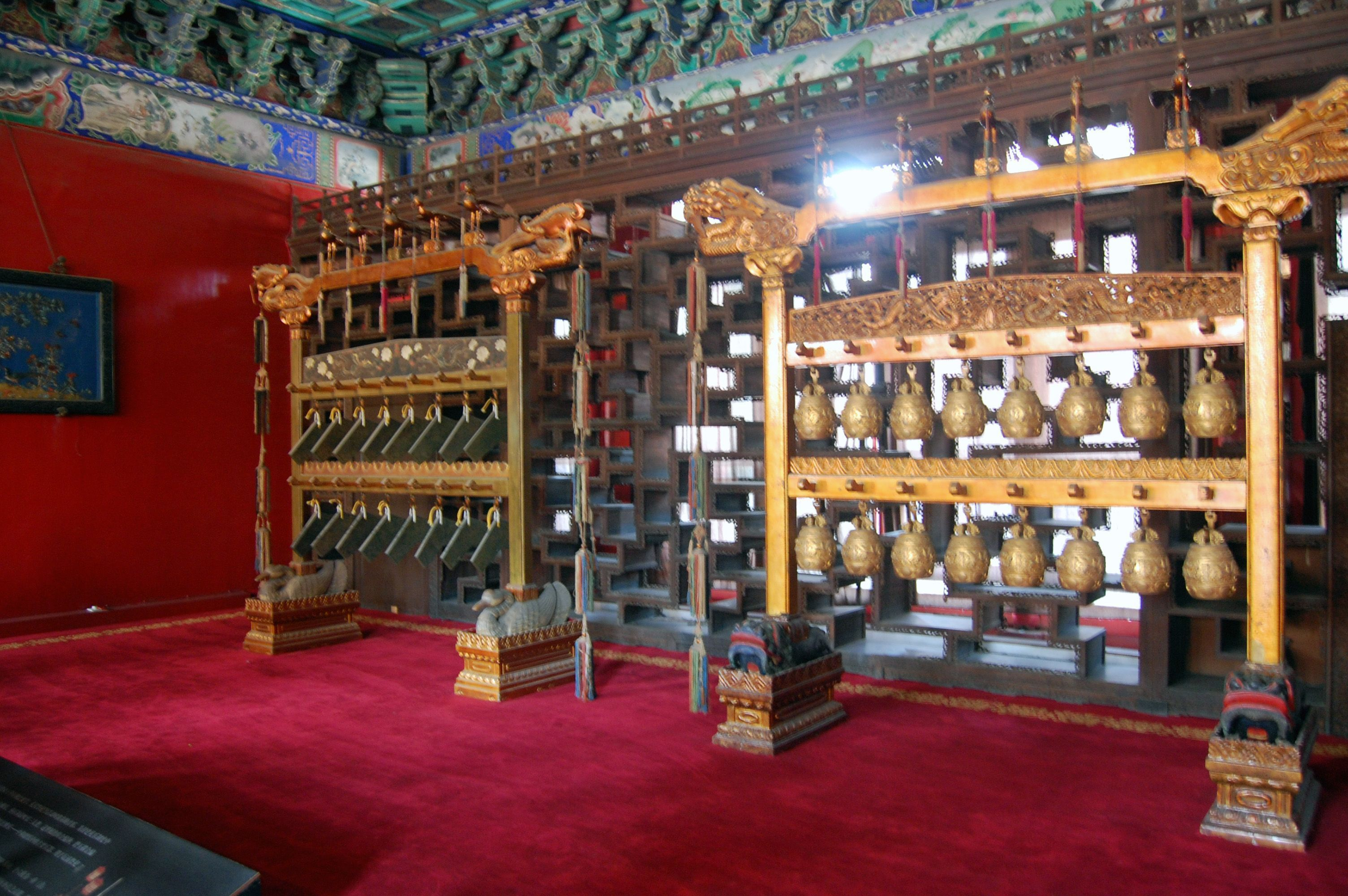
养性殿内陈列的清乾隆·金编钟（图右）、清乾隆·碧玉描金编磬（图左）。金编钟铸造于清乾隆五十五年（1790年），共用黄金13,600余两，后遭溥仪典卖出宫，历经坎坷，经陈亦侯、胡仲文等人保护，在1949年天津战役后上交，最终回到故宫，1954年在故宫对外展出。

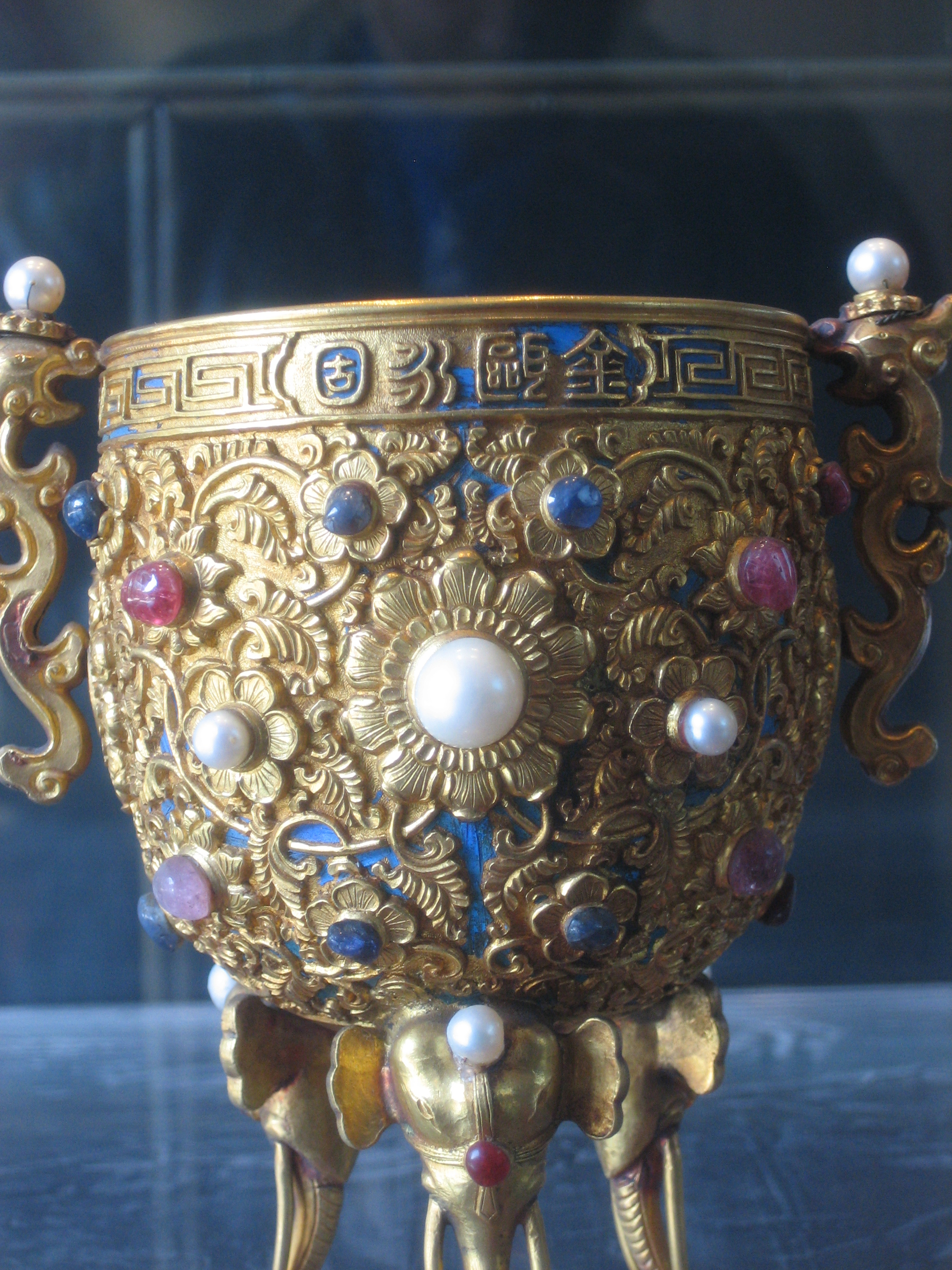
清嘉庆·金瓯永固杯

故宫博物院珍宝馆于1958年开馆，是故宫博物院的常规陈列馆之一。开馆以来，历经四次大规模整体改陈。其中2004年改陈后，珍宝馆仍设在宁寿宫区，但从皇极殿与宁寿宫改设到皇极殿东西庑、养性殿、乐寿堂、颐和轩等建筑内，展览面积2200多平方米。
2004年改陈后，展览分为赏玩珍品、帝后饰品、日用器具、礼制文物、陈设器物、佛教文物6个单元。展览文物440多件，其中包括新增文物200多件，新增的有定陵出土的明万历孝端皇后凤冠、金天球仪、翠白菜式花插等。展览内容沿袭此前以展示清朝宫廷制作及收藏的珍贵文物为主的做法。该展览对文物进行拣选的标准为：金、银等等贵重金属，玉石、玛瑙、翡翠、水晶、松石、青金石等等珍贵矿物，珊瑚等珍贵天然有机材质，选择标准还包括工艺精湛、装饰效果突出。
2015年，故宫博物院珍宝馆继2004年之后进行了一次较大的改陈，此后定期改陈。
从1949年直到2011年斋宫盗窃案发生前，故宫博物院全院发生过的五起盗窃案，均发生在珍宝馆。1958年7月1日，故宫博物院珍宝馆正式开馆。当时珍宝馆共有三个展室：养性殿、乐寿堂、颐和轩。开馆次年便发生了第一起盗窃案。五起盗窃案（后四起未遂）的情况为：
1. 1959年8月15日晚至16日晨，武庆辉（山东省寿光县人，20岁，学生）自养性殿盗窃赤金册8页（每页重20两零7钱2分，各页之间有连接环，可以折叠，失去12个。每页上都有竖行满文，最后两页有汉字：“康熙二十年上仁宪皇太后徽号金册”）；绸夹包袱皮1个（一角上有枚古钱，钱上有“天下太平”的字样）；金质佩刀和小刀4把。武庆辉将其中一页金册剪成碎块，将部分碎块出售得人民币。9月12日，武庆辉在开往天津的火车上因未买票而被扣押，随后送交天津市公安局。天津市公安局很快查明故宫博物院珍宝馆盗窃案即武庆辉所为。1960年3月14日，武庆辉被判犯盗窃国宝罪，判处无期徒刑，剥夺政治权利终身；武桂生犯窝贼分赃罪，判处有期徒刑15年，剥夺政治权利5年；赃物赃款被发还故宫博物院[23]。
2. 1962年4月16日晚，孙国范（真名孙黑，河南省舞阳县孙庄村人，36岁，越狱逃犯、惯偷）在养性殿打碎两个陈列柜的玻璃，盗走“皇后之宝”金印、“广运之宝”墨玉印、金制酒杯7件，共计48斤。越墙逃跑时，因触发警报器而逃到九龙壁后躲藏，当晚12时20分被抓获。 1962年12月22日，人民法院对孙国范盗窃案公开宣判：判孙国范犯反革命惯盗罪，判处死刑，查获物品归还故宫博物院。证物窗帘1块，交还故宫博物院。所窃小英格表及文哥日历表，归还兰州鸿丰寄售所[23]。
3. 1980年2月1日晚，陈银华（湖北省应山县人，25岁）在养性殿撬开金印陈列柜，盗走“珍妃之印”。随后因触发警报器，遭故宫博物院职工、驻院中国人民解放军战士等600多人包围，当晚8时26分，在九龙壁南大红墙西南角夹道处被抓获，同时搜出其扔掉的装有“珍妃之印”的皮包以及手表7块、现金等物品。 “珍妃之印”重达13斤6两，金质，龟纽，印文为满文及汉文，篆字。该印是现存唯一一件清代妃印，但此“珍妃”并非光绪帝的珍妃。清朝后妃中封为珍妃者有两位，该印的主人是道光朝的赫舍里氏，道光五年八月（1825年）获封珍妃。1980年8月12日，北京市中级人民法院对陈银华盗窃案作出判决，判陈银华犯惯窃罪和脱逃罪，判处无期徒刑，剥夺政治权利终身；查获的赃物除了发还失主的部分以外，其余没收[23]。
4. 1987年6月24日，韩吉林（吉林人，22岁）在珍宝馆闭馆后盗窃，刚挪动展柜，报警信号便传到中心控制室。值班员迅速赶到现场并追捕，在巡逻警车协助下将其抓获。1987年8月17日，北京市中级人民法院判韩吉林犯盗窃罪，判处死刑[23]。
5. 1987年7月6日，向德强（重庆人，21岁）在珍宝馆闭馆后企图盗窃，晚间出来试探，用手推了养性殿的门，报警器随即报警，值班员迅速赶到现场察看。向德强见无法下手便离开珍宝馆，很快在故宫大院内被抓获。1987年10月，北京市中级人民法院判向德强犯盗窃罪，判处无期徒刑[23]。

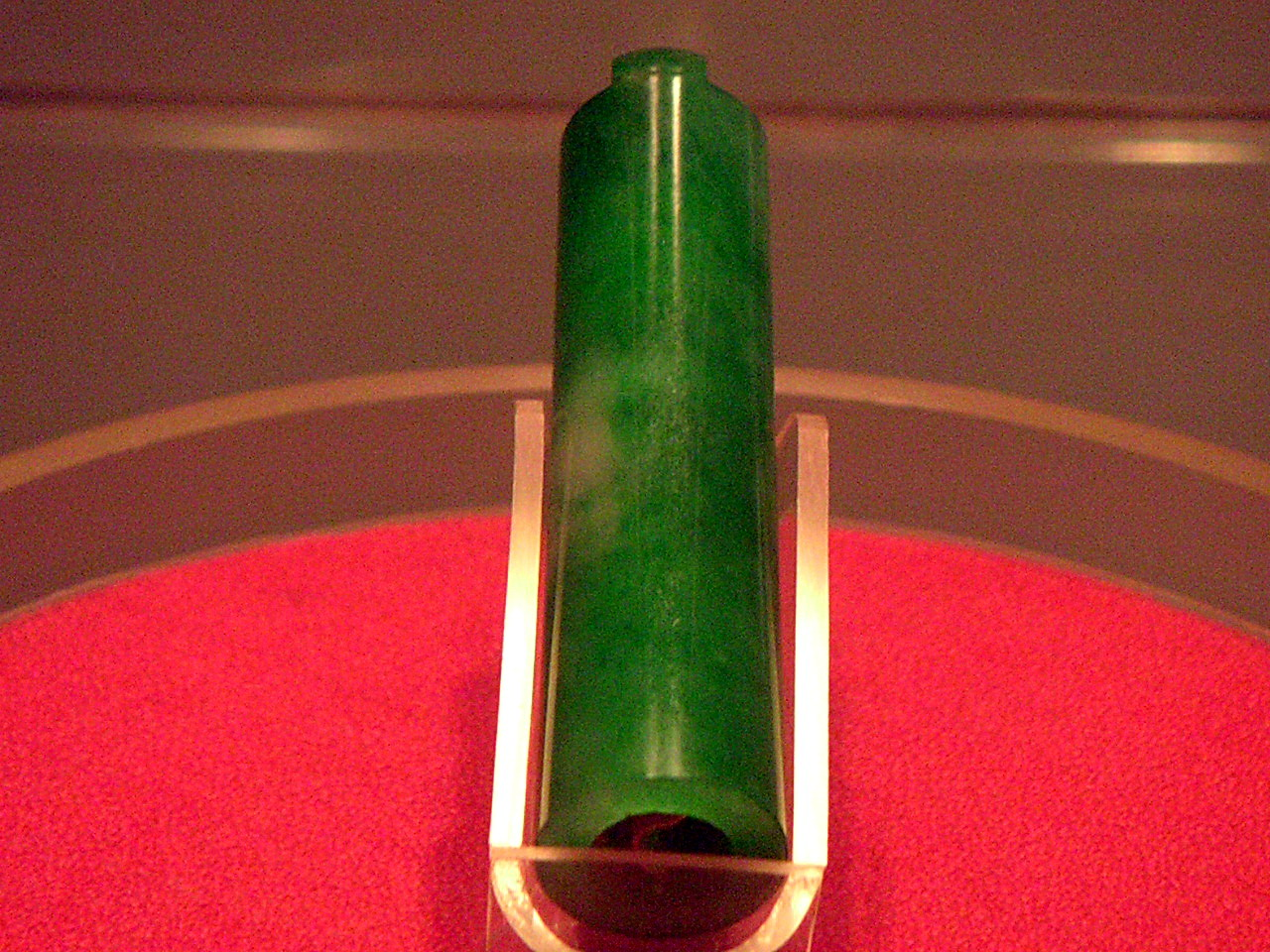
清·翠翎管
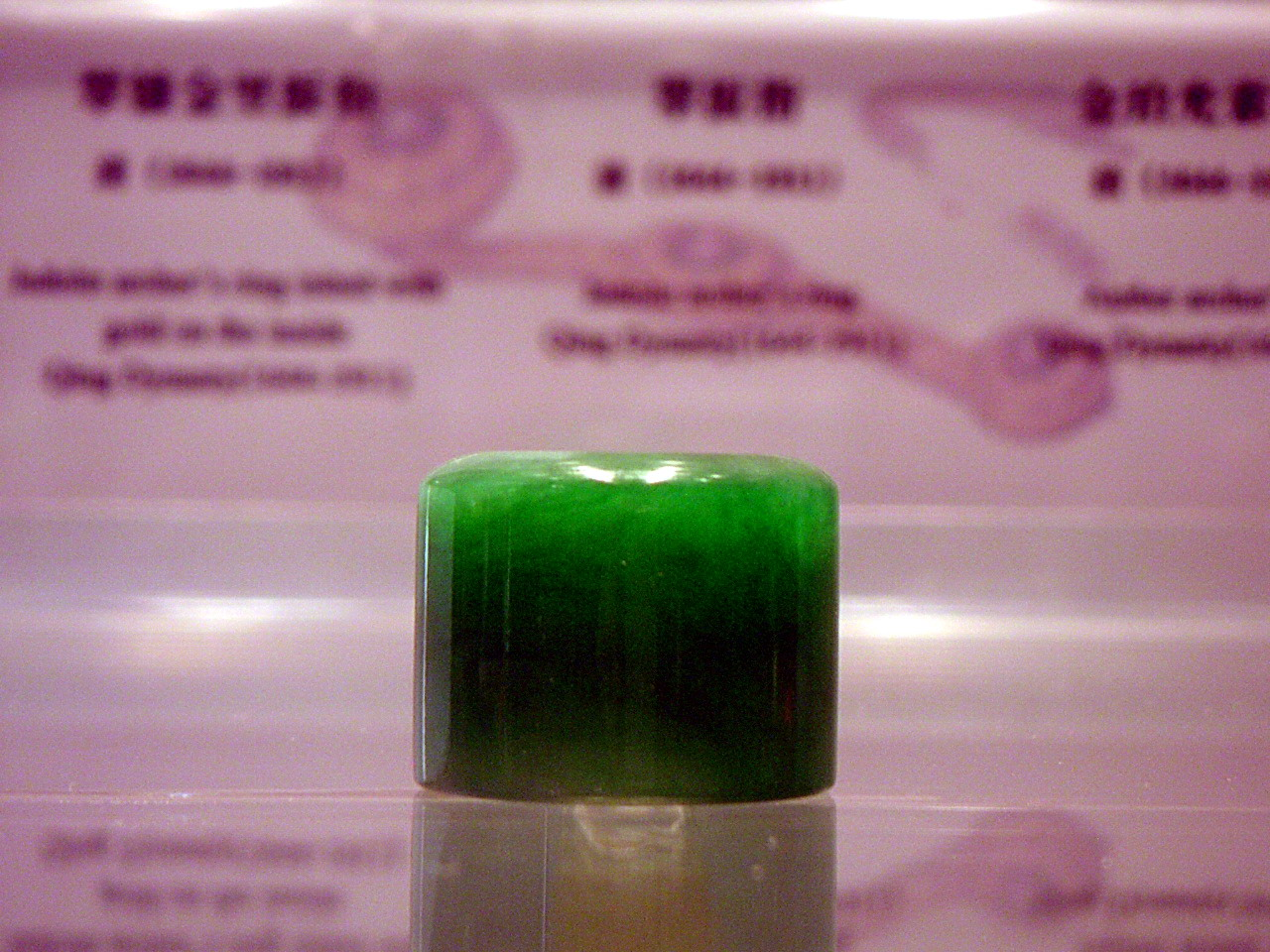
清·翠扳指
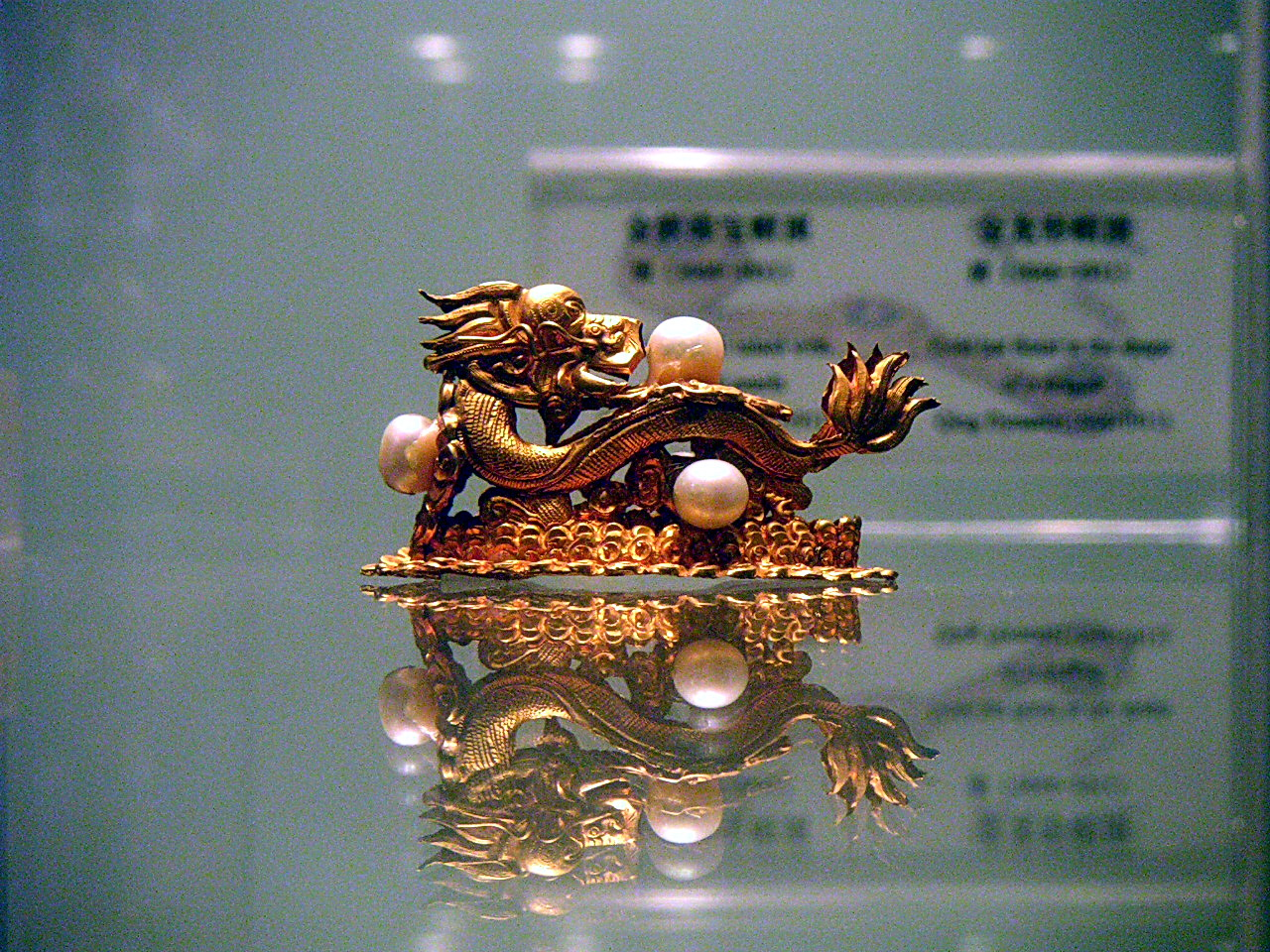
清·金龙形帽顶
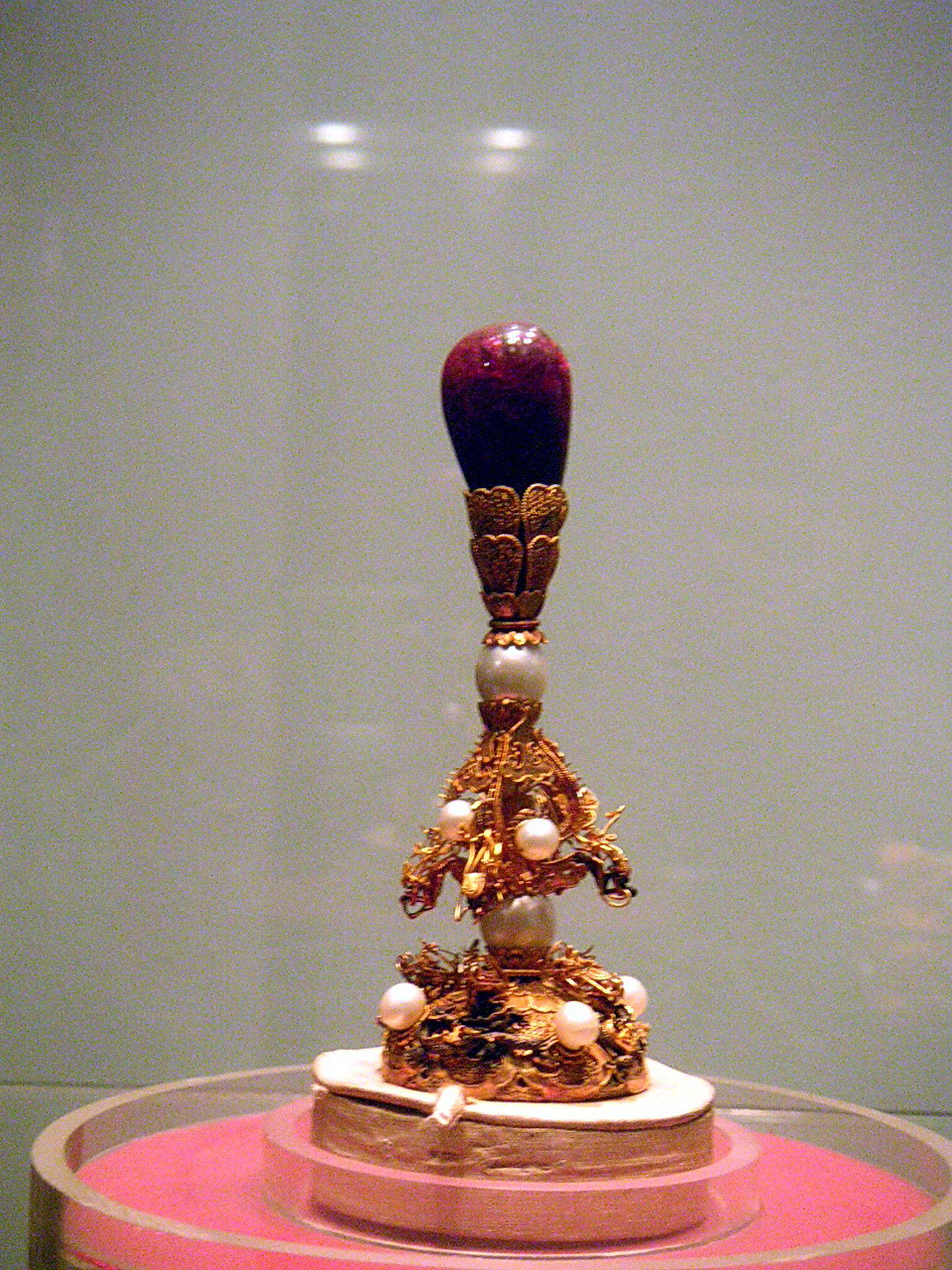
清·金嵌珠宝帽顶
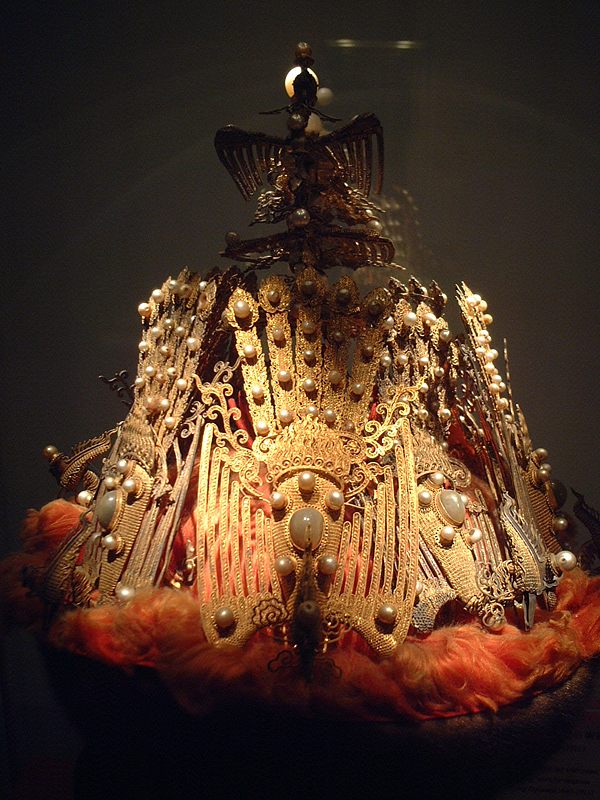
清·貂皮皇后嵌珠冬朝冠
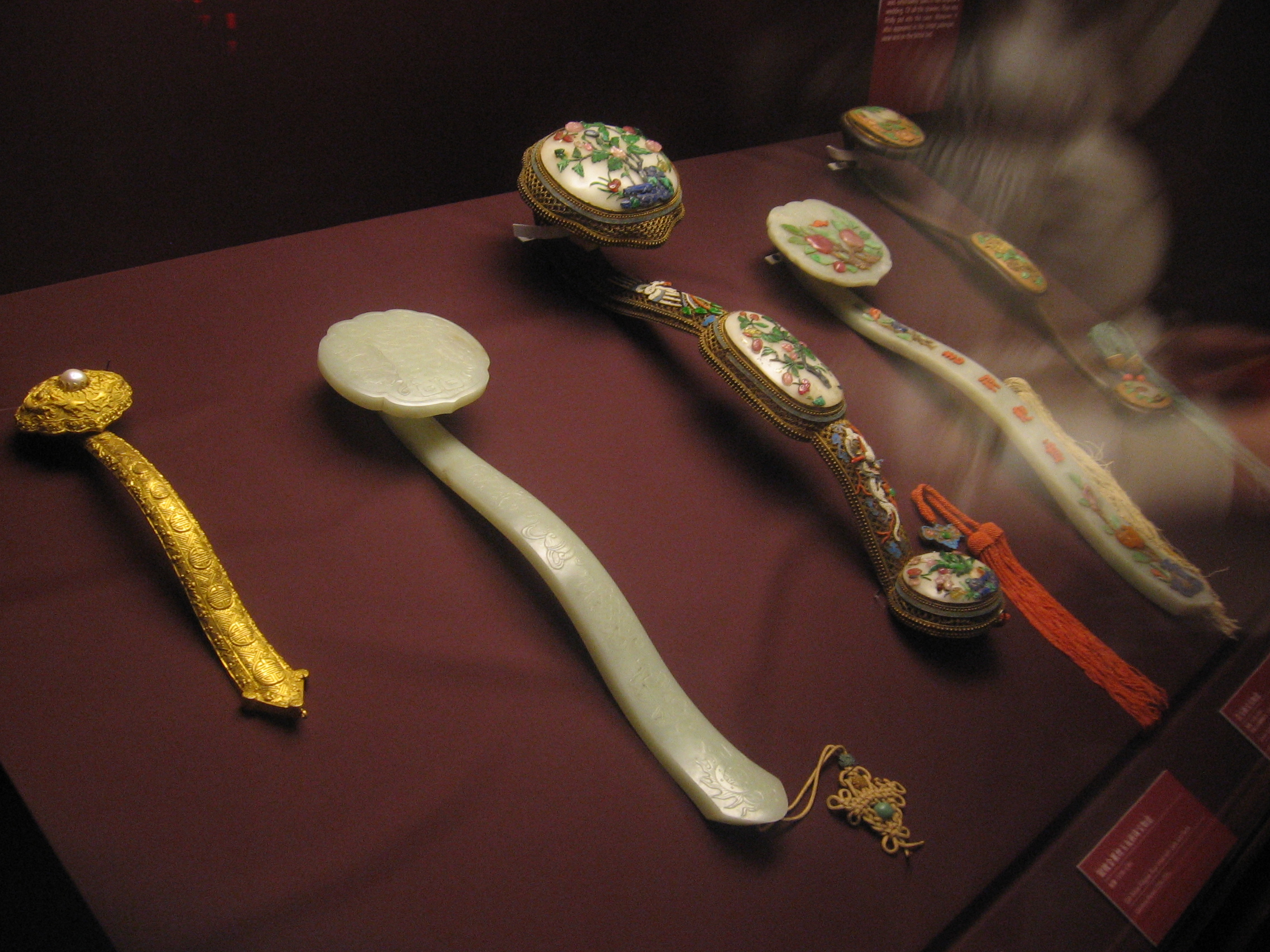
清·如意
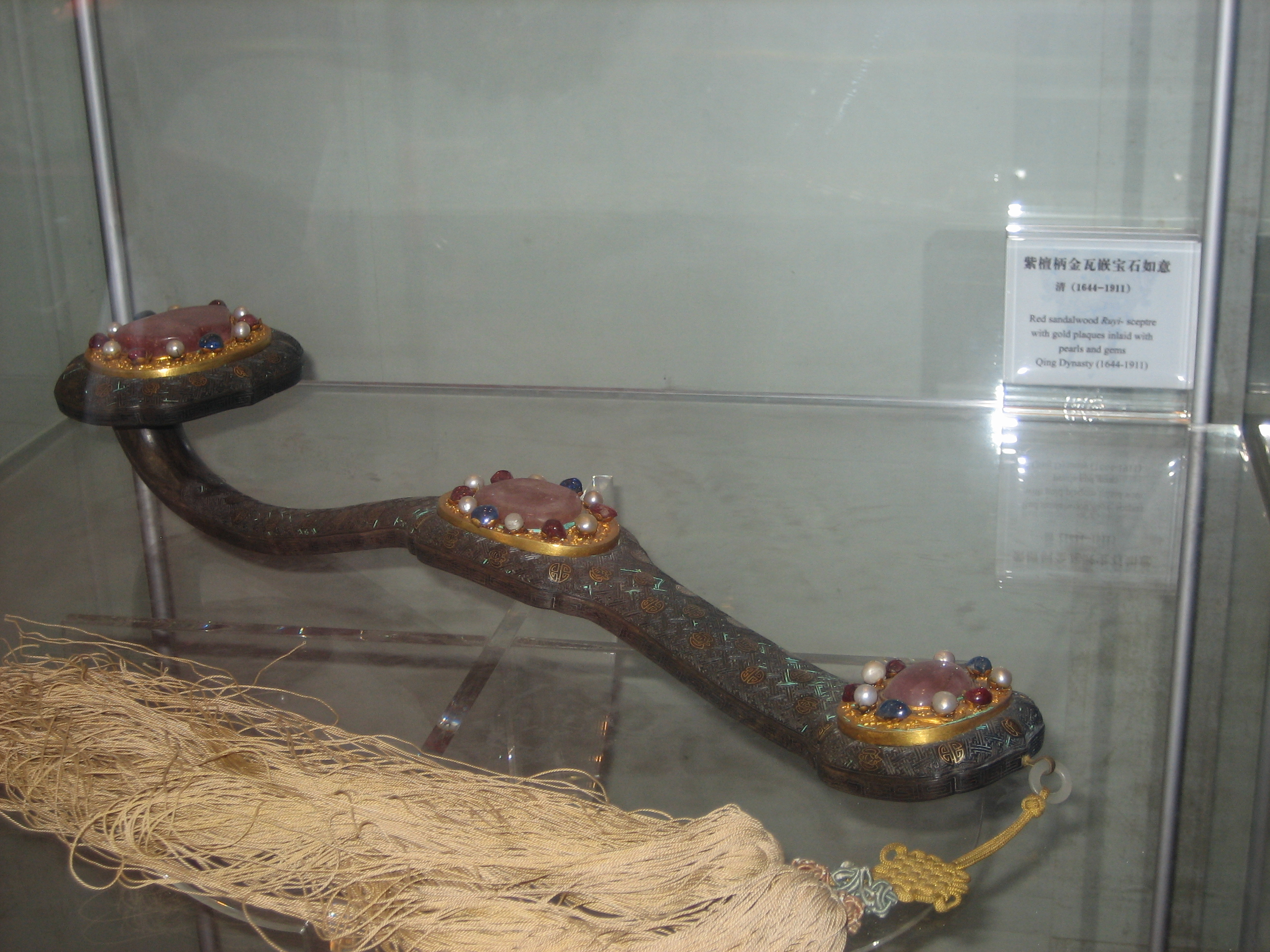
清·紫檀柄金瓦嵌宝石如意
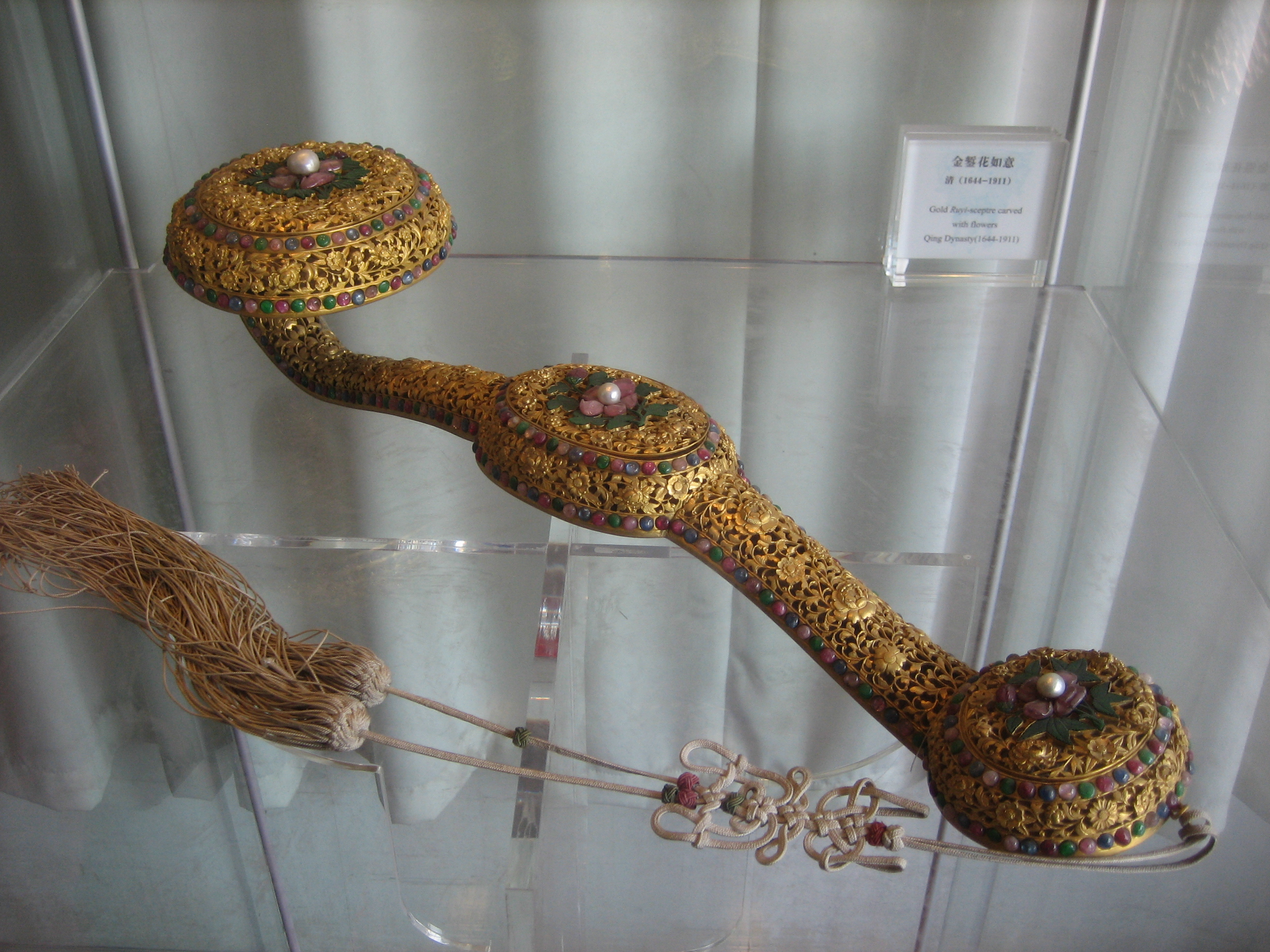
清·金錾花如意
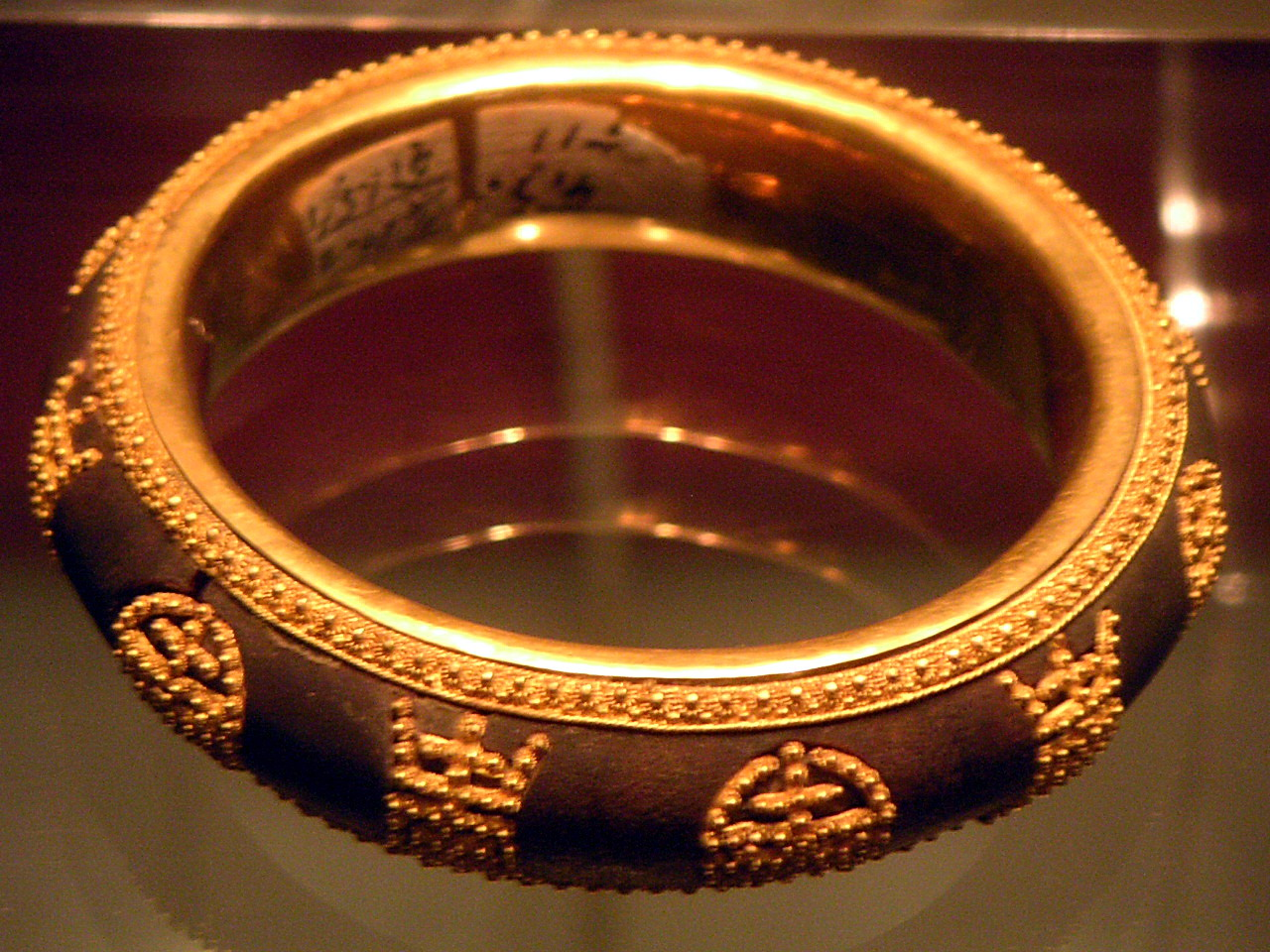
清·伽南香木嵌金珠寿字手镯
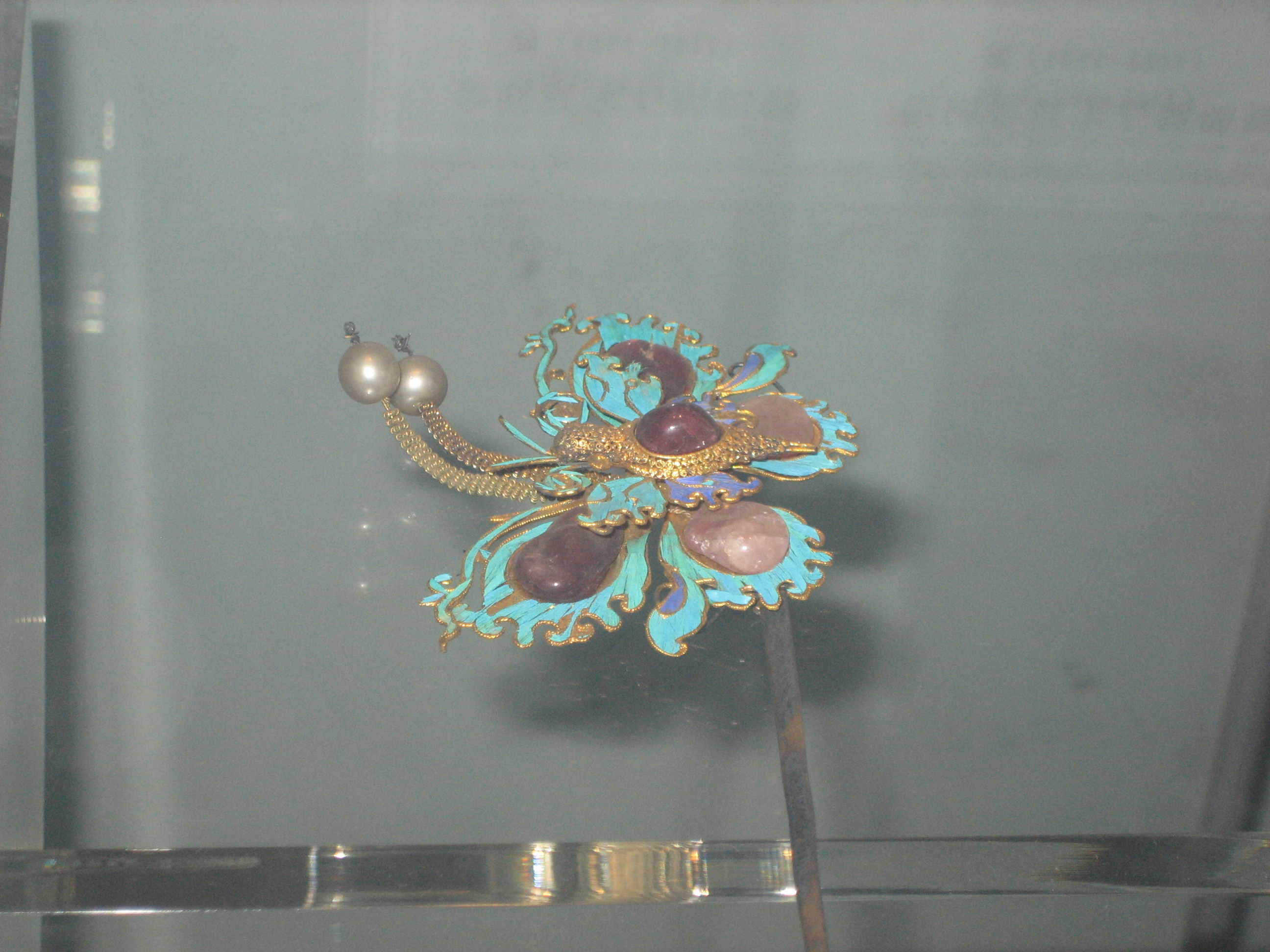
清·银镀金嵌宝石蝴蝶簪
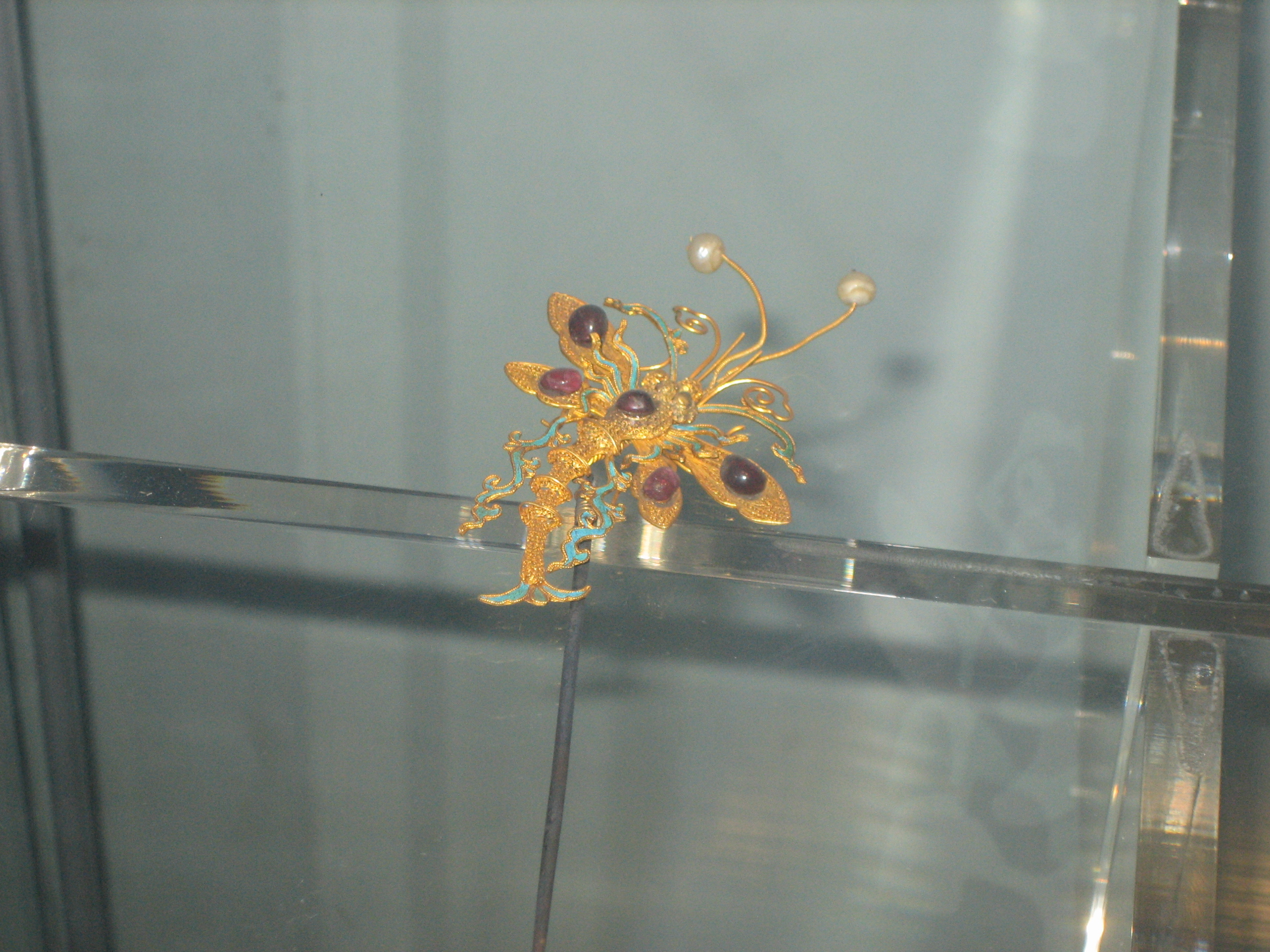
清·金嵌红宝石蜻蜓簪
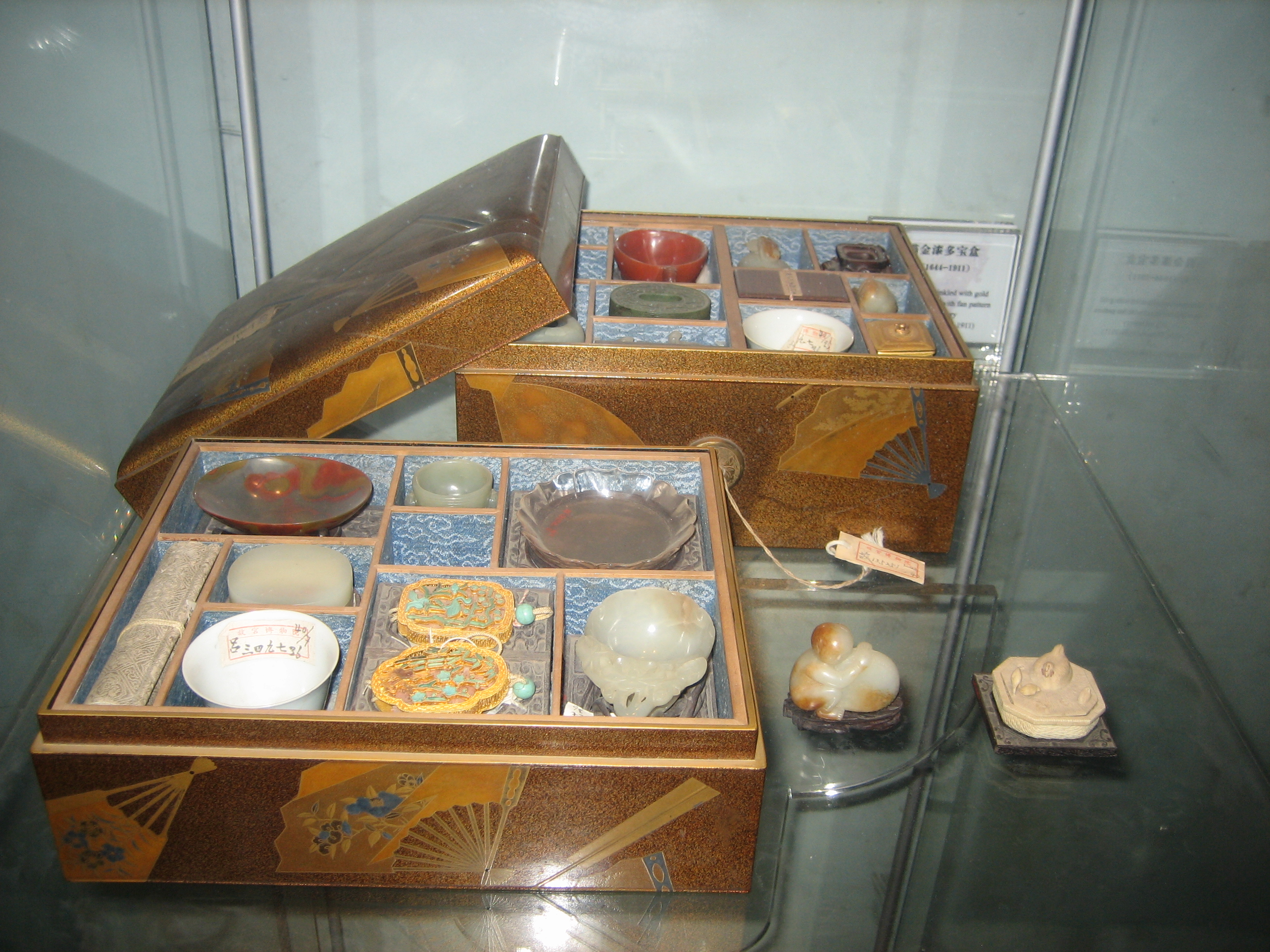
清·金漆多宝盒
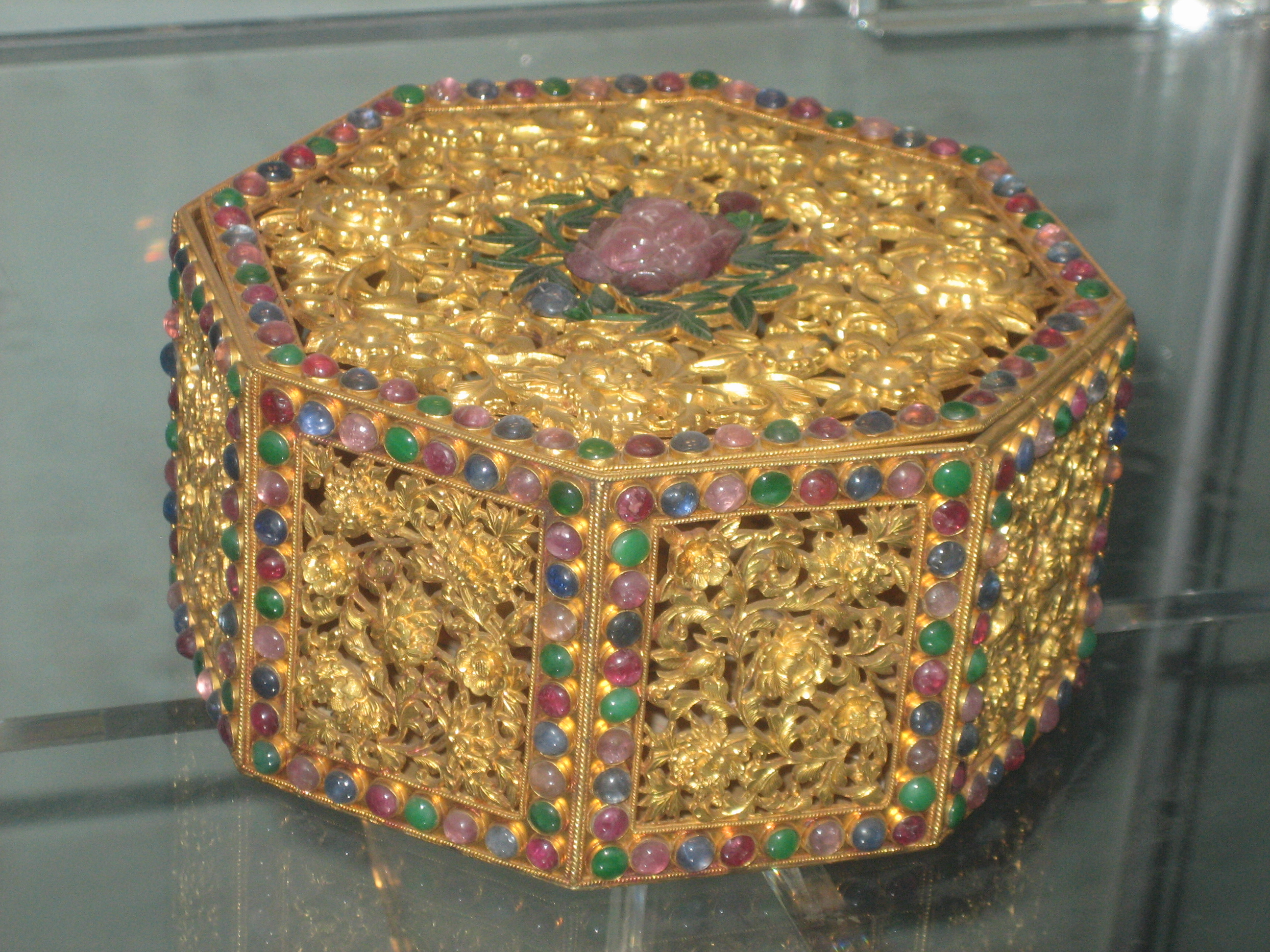
清·金嵌宝石镂空花卉纹八方盒
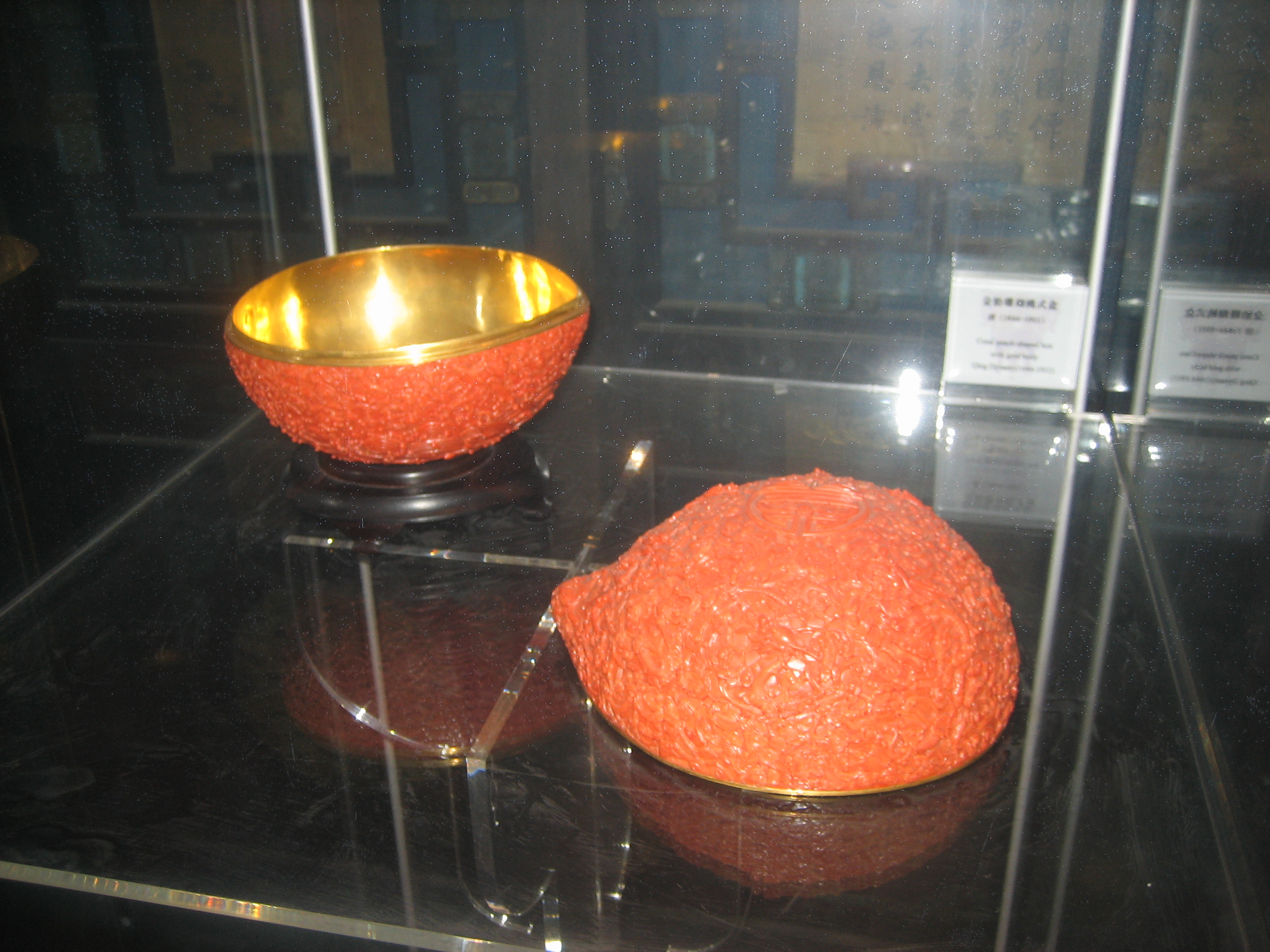
清·金胎珊瑚桃式盒
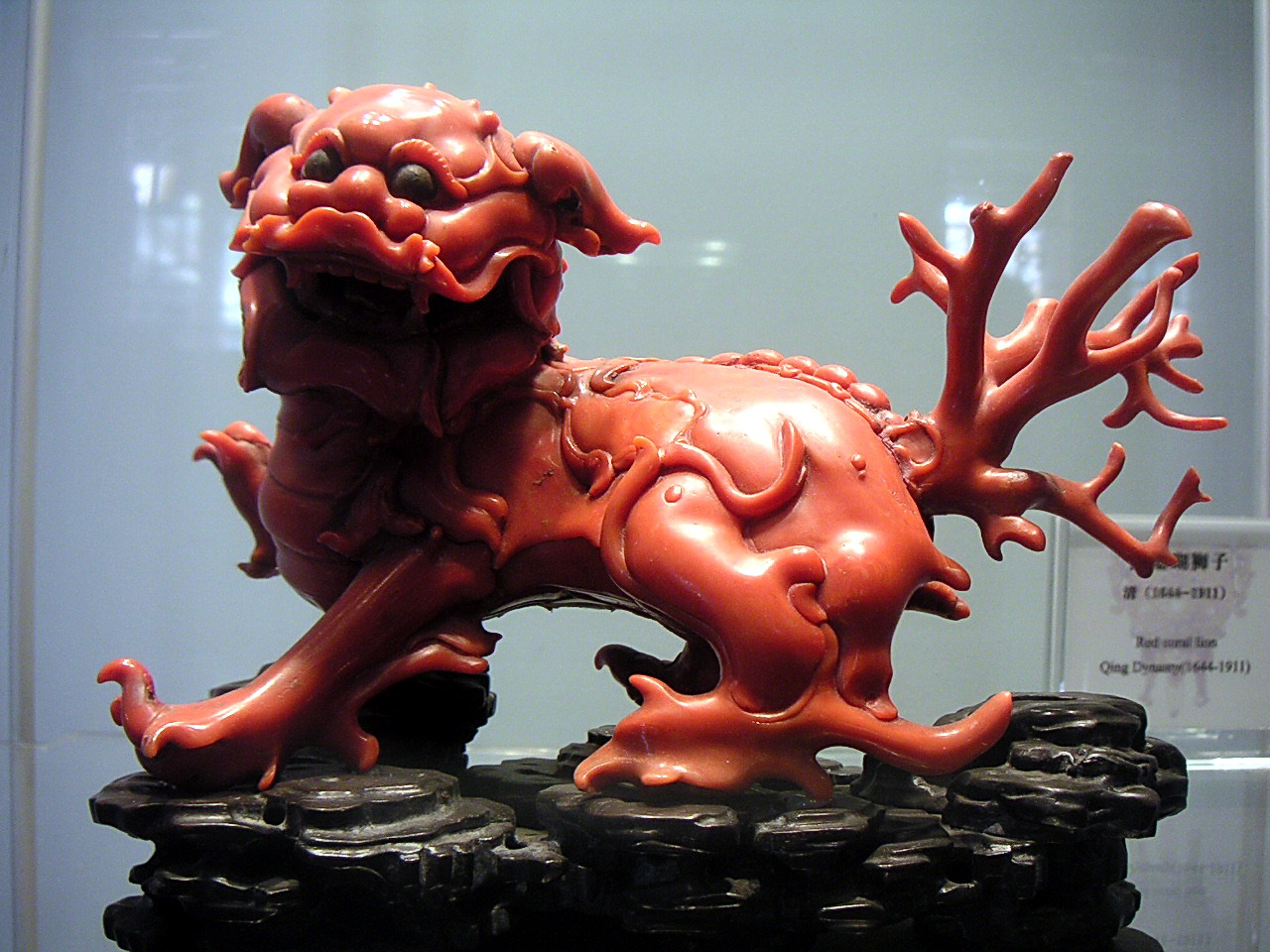
清·红珊瑚狮子
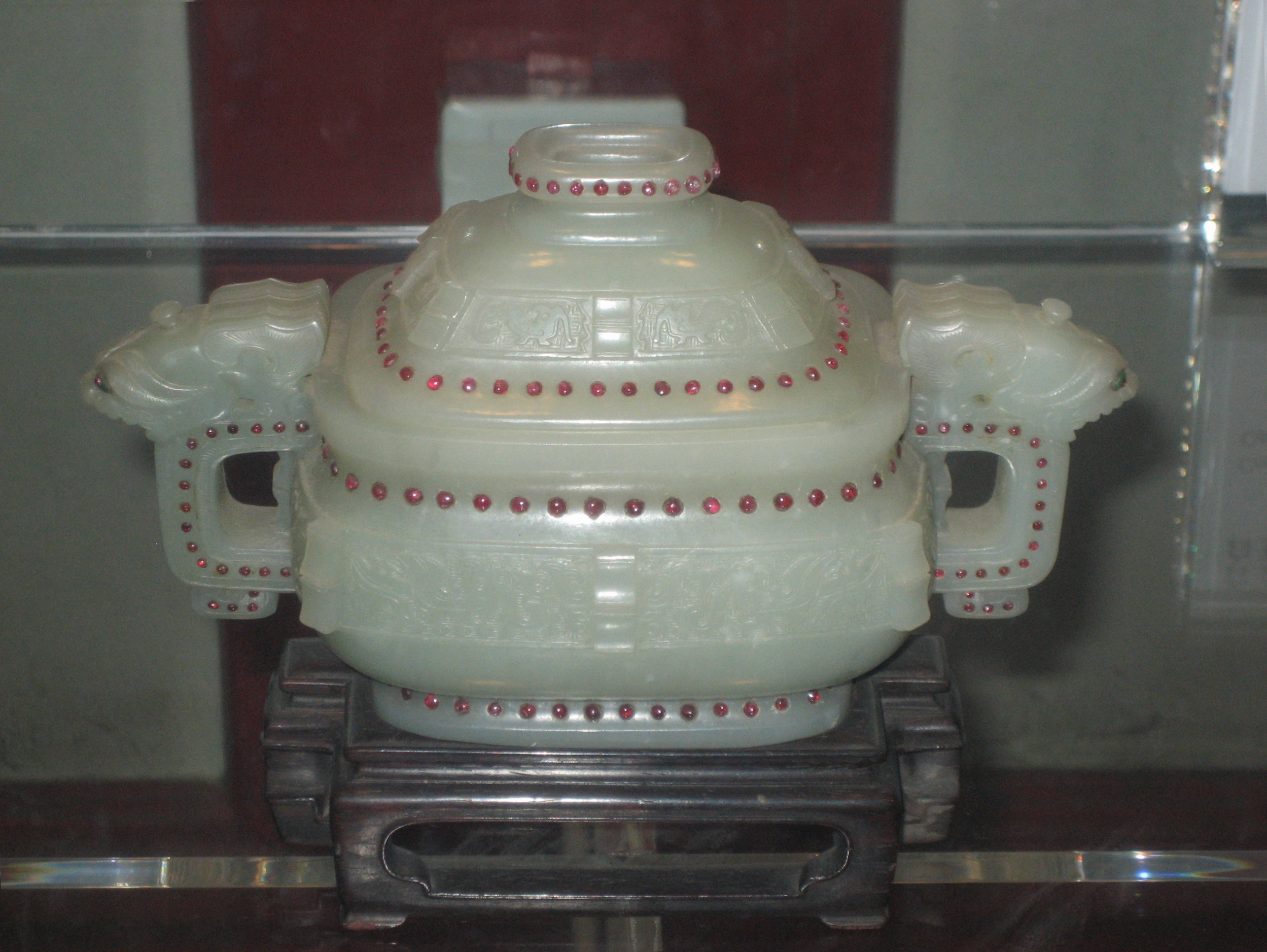
清·白玉嵌宝石炉
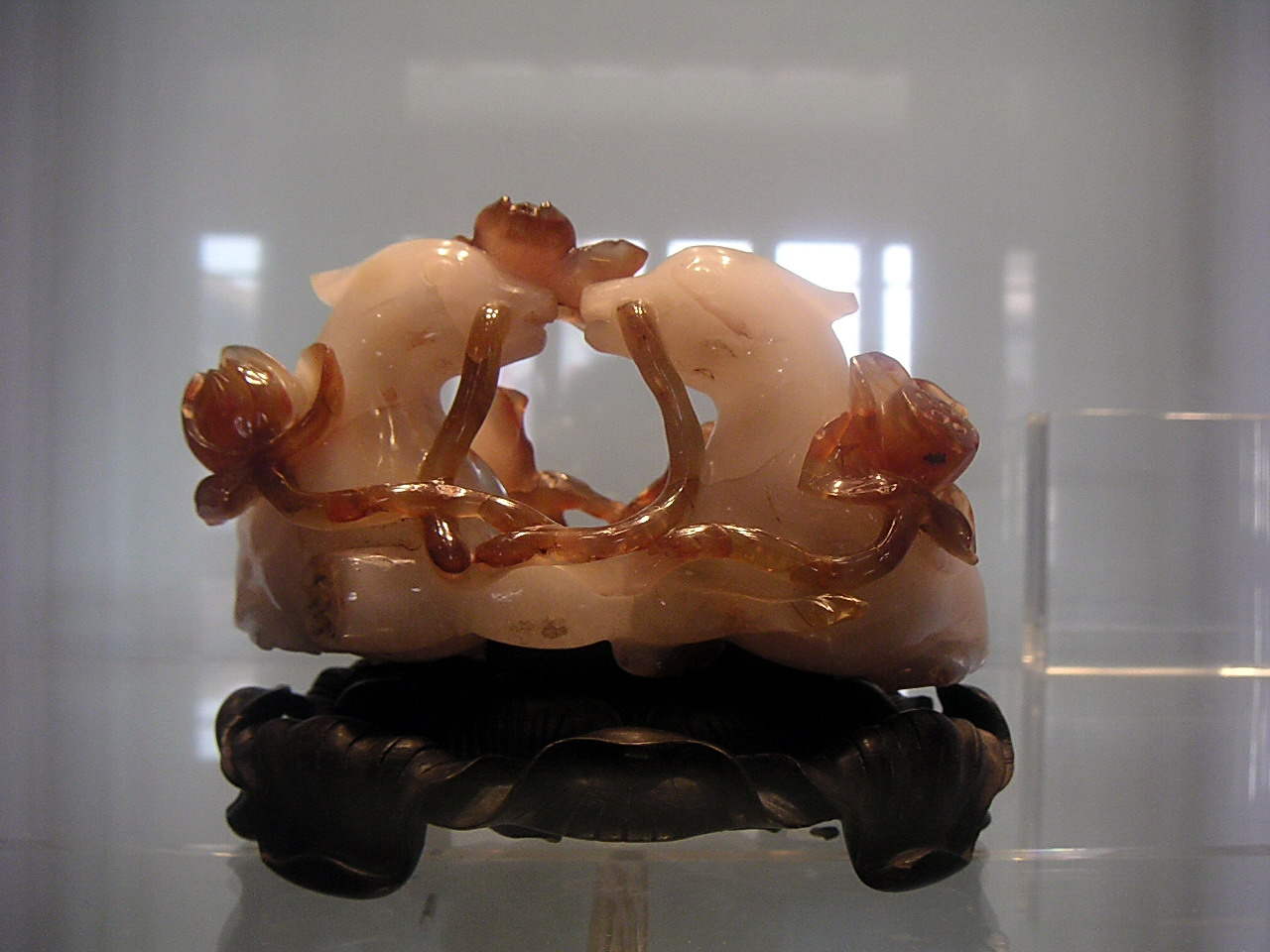
清·玛瑙鸳鸯
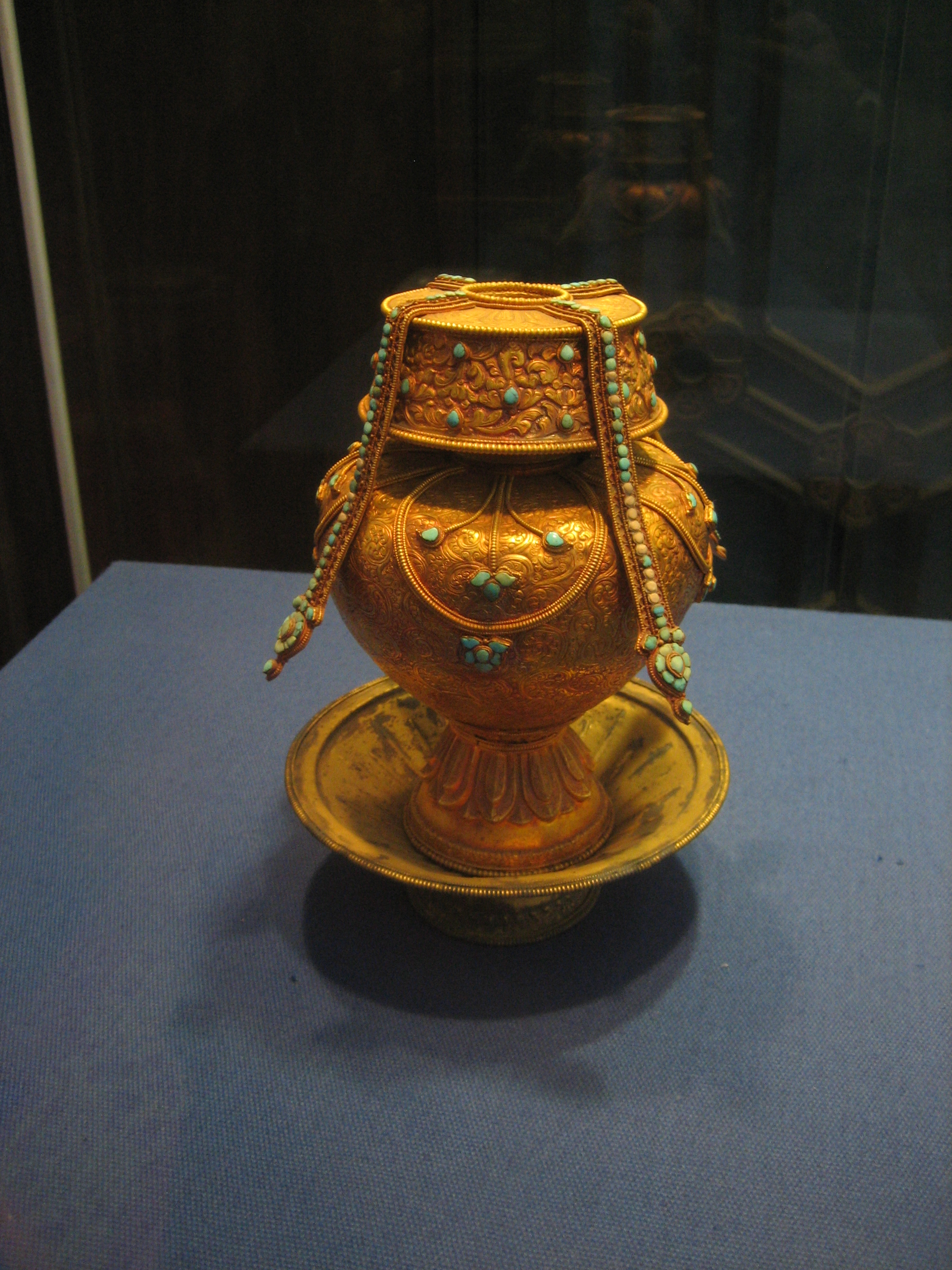
清·金佛瓶
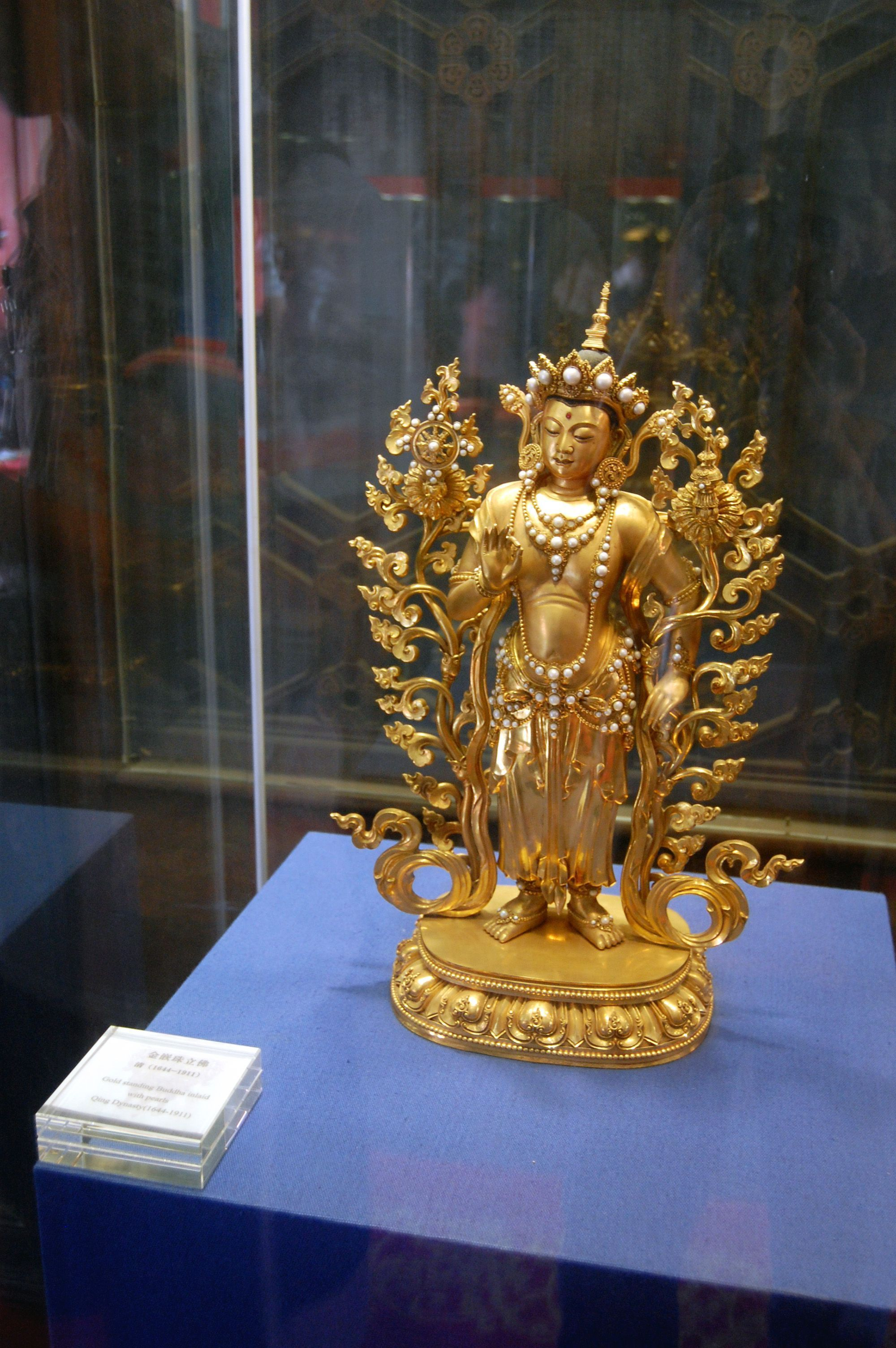
清·金嵌珠立佛
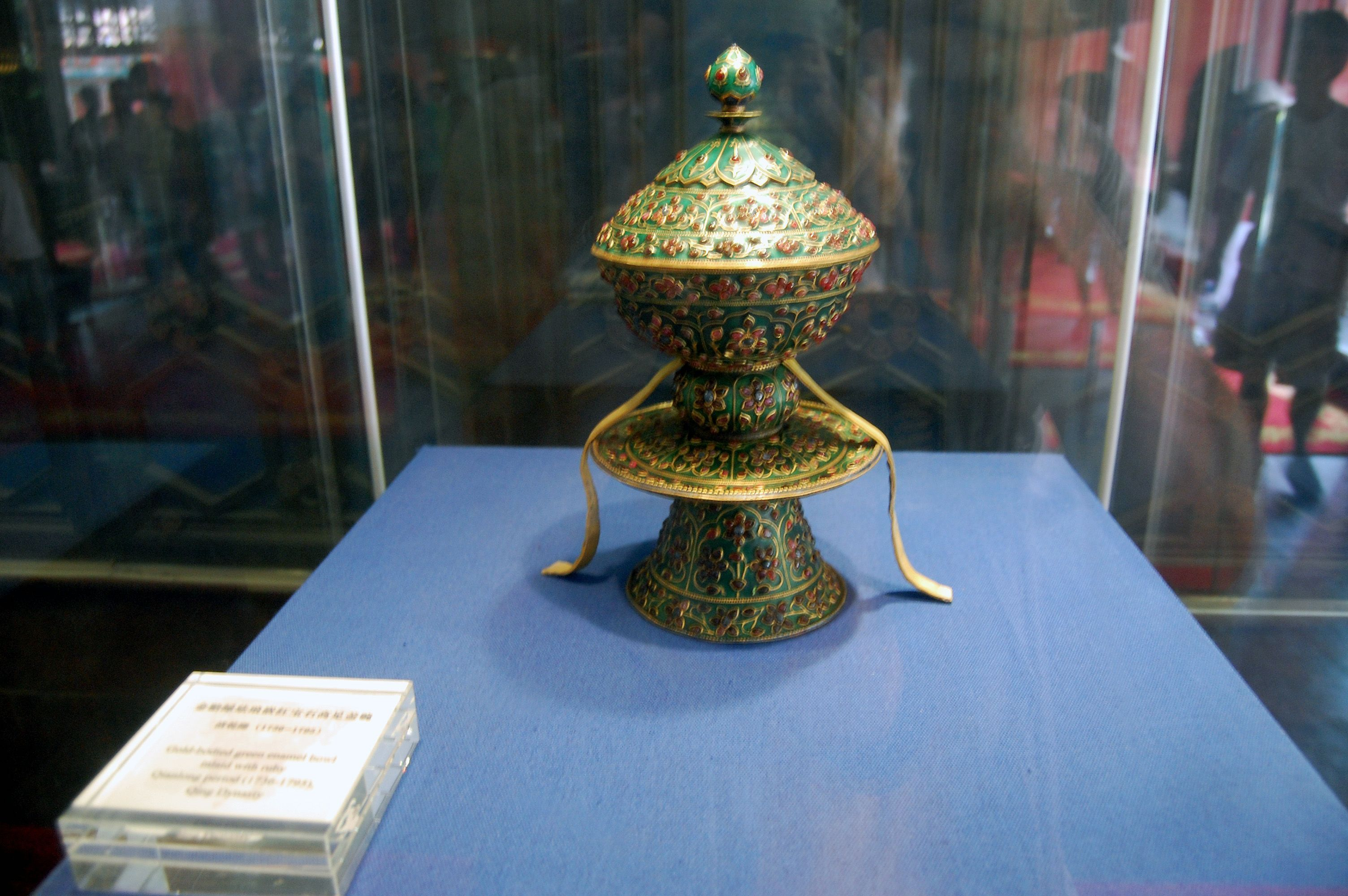
清乾隆·金胎绿珐琅嵌红宝石高足盖碗
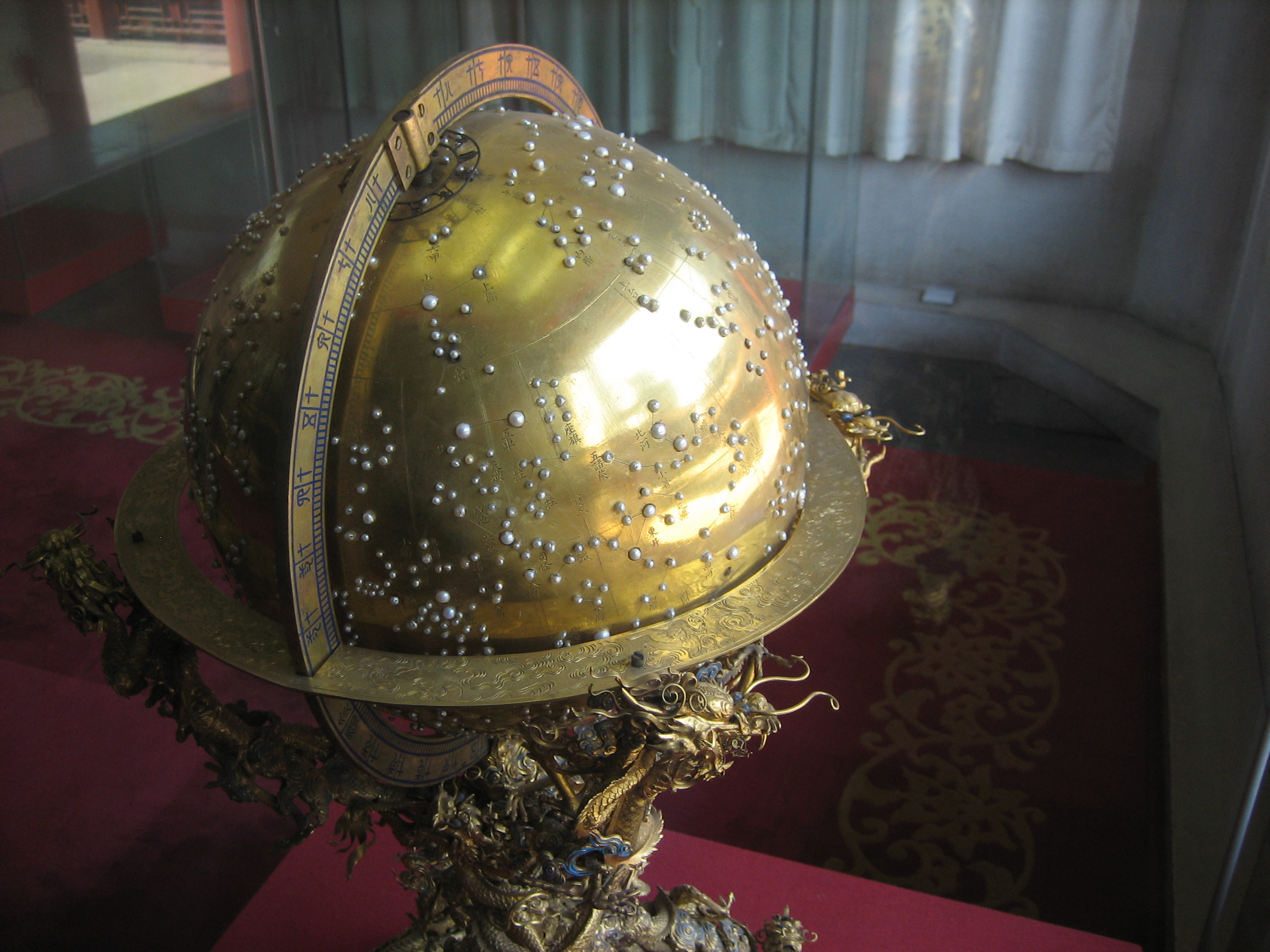
清·金天球仪
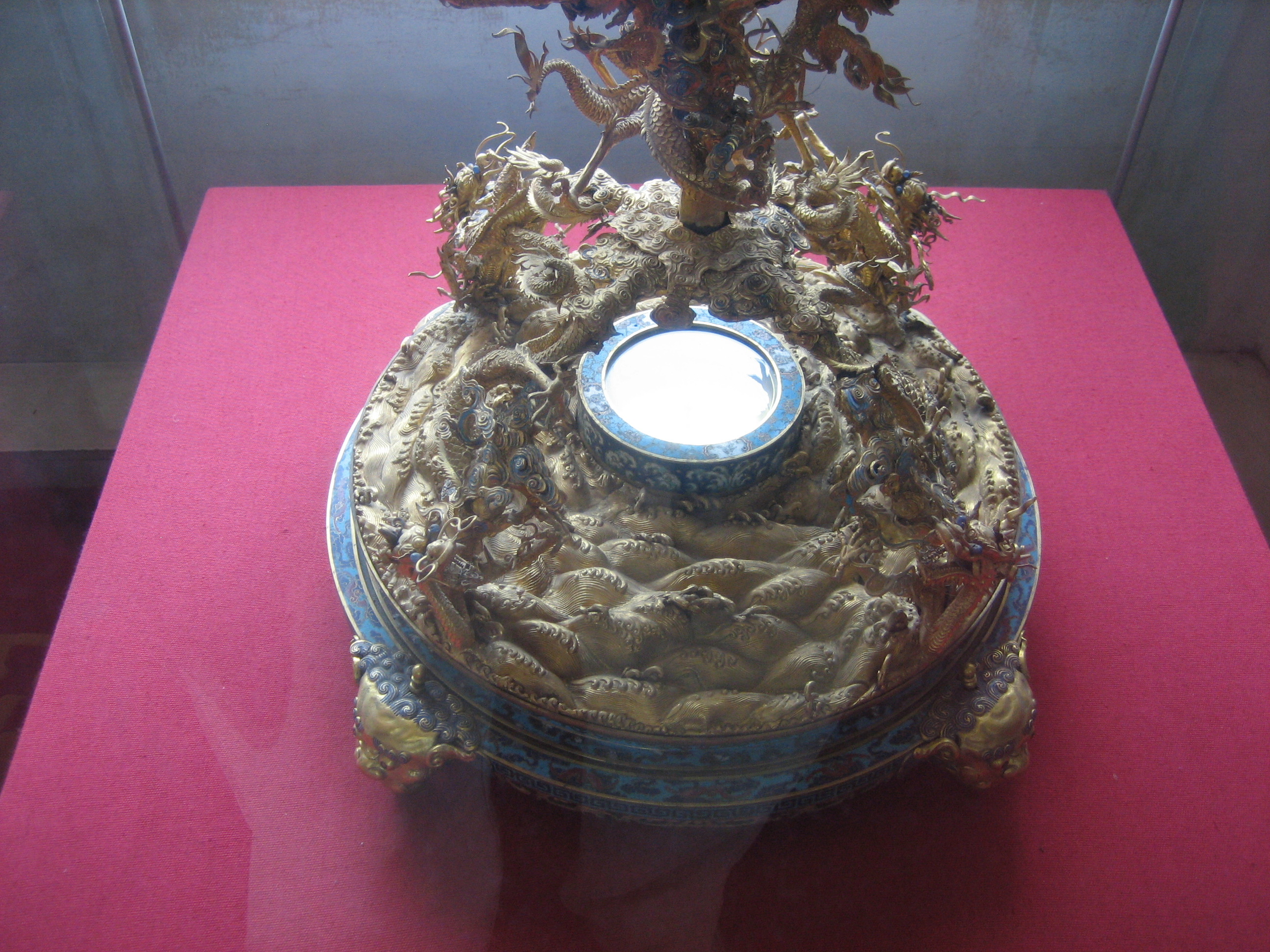
清·金天球仪（底座部分）

## 延伸阅读
- 金编钟入藏故宫博物院，新浪，2005年1月2日（页面存档备份，存于）
- 《见证·亲历》  金编钟之谜，央视国际，于2013-10-19查阅（页面存档备份，存于）
  - 金编钟之谜（上） ，央视国际，2005年12月23日（页面存档备份，存于）
  - 金编钟之谜（下） ，央视国际，2005年12月23日（页面存档备份，存于）